# バレーボール2011/12Vチャレンジリーグ
バレーボール 2011/12 Vチャレンジリーグ（ばれーぼーる 2011/12 ぶいちゃれんじりーぐ）は、2011年12月10日から2012年3月11日にかけて行われたV・チャレンジリーグの大会である。

## 概要

### 日程
- 男子:2011年12月10日 - 2012年3月4日
- 女子:2011年12月10日 - 2012年3月11日

### 試合方法
男子は1回戦総当たりのレギュラーラウンドを行う。通算成績の上位6チームと下位5チームに分かれて再度1回戦総当たりのリーグ（上位リーグ、下位リーグと称する）を行い、上位リーグ1位を優勝チームとする。
女子は2回戦総当たりのリーグ戦を行い、優勝チームを決定する。

### 変更点
リベロ2名が自由に交代できるようにルール改正が行われた。

## 男子

### 参加チーム
| 順位 | チーム名                           | 備考 |
| ---- | ---------------------------------- | ---- |
| 1    | ジェイテクトSTINGS                 |      |
| 2    | 富士通カワサキレッドスピリッツ     |      |
| 3    | つくばユナイテッドSun GAIA         |      |
| 4    | 東京ヴェルディ                     |      |
| 5    | 大同特殊鋼レッドスター             |      |
| 6    | 警視庁フォートファイターズ         |      |
| 7    | 阪神デルフィーノ                   |      |
| 8    | 近畿クラブスフィーダ               |      |
| 9    | きんでんトリニティーブリッツ       |      |
| 10   | トヨタ自動車サンホークス           |      |
| 11   | 東京トヨペット・グリーンスパークル |      |

### レギュラーラウンド

#### 12月10日
| #701 | 2011年12月10日 13:00 |                                            |                       |                            |                                                                |
| #701 | 2011年12月10日 13:00 | 東京トヨペット・グルーンスパークル （1敗） | 0 - 3 (12-25) (11-25) | ジェイテクトSTINGS （1勝） | ジェイテクト体育館 観客数: 350人 主審: 加藤孝仁 副審: 柘植知則 |
| #701 | 2011年12月10日 13:00 |                                            |                       |                            | ジェイテクト体育館 観客数: 350人 主審: 加藤孝仁 副審: 柘植知則 |

| #702 | 2011年12月10日 15:00 |                              |                               |                                    |                                                              |
| #702 | 2011年12月10日 15:00 | 近畿クラブスフィーダ （1敗） | 0 - 3 (14-25) (21-25) (19-25) | つくばユナイテッドSun GAIA （1勝） | ジェイテクト体育館 観客数: 222人 主審: 大下孝 副審: 戸川太輔 |
| #702 | 2011年12月10日 15:00 |                              |                               |                                    | ジェイテクト体育館 観客数: 222人 主審: 大下孝 副審: 戸川太輔 |

| #703 | 2011年12月10日 13:00 |                        |                                       |                                      |                                                            |
| #703 | 2011年12月10日 13:00 | 東京ヴェルディ （1勝） | 3 - 1 (25-19) (26-24) (23-25) (25-21) | きんでんトリニティーブリッツ （1敗） | 湖南市総合体育館 観客数: 150人 主審: 佐野裕基 副審: 原啓之 |
| #703 | 2011年12月10日 13:00 |                        |                                       |                                      | 湖南市総合体育館 観客数: 150人 主審: 佐野裕基 副審: 原啓之 |

| #704 | 2011年12月10日 15:45 |                                    |                                       |                                |                                                                |
| #704 | 2011年12月10日 15:45 | 警視庁フォートファイターズ （1敗） | 1 - 3 (14-25) (21-25) (25-19) (16-25) | 大同特殊鋼レッドスター （1勝） | 湖南市総合体育館 観客数: 150人 主審: 西中野健 副審: 村松嘉二郎 |
| #704 | 2011年12月10日 15:45 |                                    |                                       |                                | 湖南市総合体育館 観客数: 150人 主審: 西中野健 副審: 村松嘉二郎 |

#### 12月11日
| #705 | 2011年12月11日 12:00 |                                            |                               |                                 |                                                            |
| #705 | 2011年12月11日 12:00 | 東京トヨペット・グルーンスパークル （2敗） | 0 - 3 (15-25) (17-25) (19-25) | 近畿クラブスフィーダ （1勝1敗） | ジェイテクト体育館 観客数: 134人 主審: 大下孝 副審: 岡谷仁 |
| #705 | 2011年12月11日 12:00 |                                            |                               |                                 | ジェイテクト体育館 観客数: 134人 主審: 大下孝 副審: 岡谷仁 |

| #706 | 2011年12月11日 14:00 |                          |                               |                            |                                                                |
| #706 | 2011年12月11日 14:00 | 阪神デルフィーノ （1敗） | 0 - 3 (20-25) (14-25) (18-25) | ジェイテクトSTINGS （2勝） | ジェイテクト体育館 観客数: 429人 主審: 加藤孝仁 副審: 戸川太輔 |
| #706 | 2011年12月11日 14:00 |                          |                               |                            | ジェイテクト体育館 観客数: 429人 主審: 加藤孝仁 副審: 戸川太輔 |

| #707 | 2011年12月11日 12:00 |                                |                              |                                  |                                                                |
| #707 | 2011年12月11日 12:00 | 大同特殊鋼レッドスター （2勝） | 3 - 0 (25-16) (25-14) (25-7) | トヨタ自動車サンホークス （1敗） | 湖南市総合体育館 観客数: 200人 主審: 西中野健 副審: 村松嘉二郎 |
| #707 | 2011年12月11日 12:00 |                                |                              |                                  | 湖南市総合体育館 観客数: 200人 主審: 西中野健 副審: 村松嘉二郎 |

| #708 | 2011年12月11日 14:00 |                                       |                                              |                                      |                                                            |
| #708 | 2011年12月11日 14:00 | 警視庁フォートファイターズ （1勝1敗） | 3 - 2 (25-17) (23-25) (20-25) (25-15) (15-3) | きんでんトリニティーブリッツ （2敗） | 湖南市総合体育館 観客数: 200人 主審: 佐野裕基 副審: 原啓之 |
| #708 | 2011年12月11日 14:00 |                                       |                                              |                                      | 湖南市総合体育館 観客数: 200人 主審: 佐野裕基 副審: 原啓之 |

#### 12月24日
| #709 | 2011年12月24日 11:00 |                                 |                                       |                             |                                                                          |
| #709 | 2011年12月24日 11:00 | 近畿クラブスフィーダ （1勝2敗） | 1 - 3 (28-30) (25-23) (21-25) (28-30) | 阪神デルフィーノ （1勝1敗） | つくば市桜総合運動公園体育館 観客数: 230人 主審: 野村考一 副審: 酒井義成 |
| #709 | 2011年12月24日 11:00 |                                 |                                       |                             | つくば市桜総合運動公園体育館 観客数: 230人 主審: 野村考一 副審: 酒井義成 |

| #710 | 2011年12月24日 13:50 |                                  |                               |                            |                                                                          |
| #710 | 2011年12月24日 13:50 | トヨタ自動車サンホークス （2敗） | 0 - 3 (16-25) (24-26) (17-25) | ジェイテクトSTINGS （3勝） | つくば市桜総合運動公園体育館 観客数: 438人 主審: 中島俊昌 副審: 笠倉雅弘 |
| #710 | 2011年12月24日 13:50 |                                  |                               |                            | つくば市桜総合運動公園体育館 観客数: 438人 主審: 中島俊昌 副審: 笠倉雅弘 |

| #711 | 2011年12月24日 15:50 |                                      |                       |                                    |                                                                        |
| #711 | 2011年12月24日 15:50 | きんでんトリニティーブリッツ （3敗） | 0 - 3 (18-25) (23-25) | つくばユナイテッドSun GAIA （2勝） | つくば市桜総合運動公園体育館 観客数: 500人 主審: 浅井唯由 副審: 松代寛 |
| #711 | 2011年12月24日 15:50 |                                      |                       |                                    | つくば市桜総合運動公園体育館 観客数: 500人 主審: 浅井唯由 副審: 松代寛 |

| #712 | 2011年12月24日 13:00 |                                            |                      |                                        |                                                                  |
| #712 | 2011年12月24日 13:00 | 東京トヨペット・グルーンスパークル （3敗） | 0 - 3 (9-25) (19-25) | 富士通カワサキレッドスピリッツ （1勝） | 宮前スポーツセンター 観客数: 417人 主審: 浅見靖人 副審: 新田浩幸 |
| #712 | 2011年12月24日 13:00 |                                            |                      |                                        | 宮前スポーツセンター 観客数: 417人 主審: 浅見靖人 副審: 新田浩幸 |

| #713 | 2011年12月24日 15:05 |                           |                       |                                       |                                                                    |
| #713 | 2011年12月24日 15:05 | 東京ヴェルディ （1勝1敗） | 0 - 3 (23-25) (20-25) | 警視庁フォートファイターズ （2勝1敗） | 宮前スポーツセンター 観客数: 386人 主審: 土佐和樹 副審: 田川菜保子 |
| #713 | 2011年12月24日 15:05 |                           |                       |                                       | 宮前スポーツセンター 観客数: 386人 主審: 土佐和樹 副審: 田川菜保子 |

#### 12月25日
| #714 | 2011年12月25日 12:00 |                                 |                                       |                                         |                                                                          |
| #714 | 2011年12月25日 12:00 | 近畿クラブスフィーダ （1勝3敗） | 1 - 3 (25-20) (18-25) (20-25) (18-25) | きんでんトリニティーブリッツ （1勝3敗） | つくば市桜総合運動公園体育館 観客数: 281人 主審: 浅井唯由 副審: 松延亮一 |
| #714 | 2011年12月25日 12:00 |                                 |                                       |                                         | つくば市桜総合運動公園体育館 観客数: 281人 主審: 浅井唯由 副審: 松延亮一 |

| #715 | 2011年12月25日 14:20 |                                  |                                       |                                    |                                                                          |
| #715 | 2011年12月25日 14:20 | トヨタ自動車サンホークス （3敗） | 1 - 3 (16-25) (11-25) (25-23) (17-25) | つくばユナイテッドSun GAIA （3勝） | つくば市桜総合運動公園体育館 観客数: 414人 主審: 中島俊昌 副審: 山崎公寛 |
| #715 | 2011年12月25日 14:20 |                                  |                                       |                                    | つくば市桜総合運動公園体育館 観客数: 414人 主審: 中島俊昌 副審: 山崎公寛 |

| #716 | 2011年12月25日 12:00 |                           |                               |                                         |                                                                  |
| #716 | 2011年12月25日 12:00 | 東京ヴェルディ （1勝2敗） | 0 - 3 (21-25) (16-25) (20-25) | 富士通カワサキレッドスピリッツ （勝敗） | 宮前スポーツセンター 観客数: 390人 主審: 浅見靖人 副審: 新田浩幸 |
| #716 | 2011年12月25日 12:00 |                           |                               |                                         | 宮前スポーツセンター 観客数: 390人 主審: 浅見靖人 副審: 新田浩幸 |

| #717 | 2011年12月24日 14:00 |                                       |                               |                                            |                                                                  |
| #717 | 2011年12月24日 14:00 | 警視庁フォートファイターズ （3勝1敗） | 3 - 0 (25-18) (25-17) (25-15) | 東京トヨペット・グルーンスパークル （4敗） | 宮前スポーツセンター 観客数: 342人 主審: 土佐和樹 副審: 小川浩二 |
| #717 | 2011年12月24日 14:00 |                                       |                               |                                            | 宮前スポーツセンター 観客数: 342人 主審: 土佐和樹 副審: 小川浩二 |

#### 1月7日
| #718 | 2012年1月7日 13:00 |                                        |                               |                                         |                                                                |
| #718 | 2012年1月7日 13:00 | 富士通カワサキレッドスピリッツ （3勝） | 3 - 0 (25-16) (25-19) (25-16) | きんでんトリニティーブリッツ （1勝4敗） | 近畿大学記念会館 観客数: 350人 主審: 佐々木伸子 副審: 小出一平 |
| #718 | 2012年1月7日 13:00 |                                        |                               |                                         | 近畿大学記念会館 観客数: 350人 主審: 佐々木伸子 副審: 小出一平 |

| #719 | 2012年1月7日 15:00 |                                 |                               |                                |                                                              |
| #719 | 2012年1月7日 15:00 | 近畿クラブスフィーダ （1勝4敗） | 0 - 3 (18-25) (22-25) (17-25) | 大同特殊鋼レッドスター （3勝） | 近畿大学記念会館 観客数: 350人 主審: 上土谷政高 副審: 中山健 |
| #719 | 2012年1月7日 15:00 |                                 |                               |                                | 近畿大学記念会館 観客数: 350人 主審: 上土谷政高 副審: 中山健 |

#720は東京ヴェルディが試合開始時刻に到着せず、没収試合となった。
| #720 | 2012年1月7日 11:00 |                           |              |                                     |                  |
| #720 | 2012年1月7日 11:00 | 東京ヴェルディ （1勝3敗） | 0 - 3 (0-25) | トヨタ自動車サンホークス （1勝3敗） | 近畿大学記念会館 |
| #720 | 2012年1月7日 11:00 |                           |              |                                     | 近畿大学記念会館 |

#### 1月8日
| #721 | 2012年1月8日 11:00 |                                        |                               |                                   |                                                                |
| #721 | 2012年1月8日 11:00 | 富士通カワサキレッドスピリッツ （4勝） | 3 - 1 (25-21) (22-25) (25-17) | 大同特殊鋼レッドスター （3勝1敗） | 近畿大学記念会館 観客数: 200人 主審: 上土谷政高 副審: 濱田英典 |
| #721 | 2012年1月8日 11:00 |                                        |                               |                                   | 近畿大学記念会館 観客数: 200人 主審: 上土谷政高 副審: 濱田英典 |

| #722 | 2012年1月8日 13:25 |                                 |                       |                           |                                                            |
| #722 | 2012年1月8日 13:25 | 近畿クラブスフィーダ （1勝5敗） | 0 - 3 (18-25) (17-25) | 東京ヴェルディ （2勝3敗） | 近畿大学記念会館 観客数: 300人 主審: 中山健 副審: 佐伯昌昭 |
| #722 | 2012年1月8日 13:25 |                                 |                       |                           | 近畿大学記念会館 観客数: 300人 主審: 中山健 副審: 佐伯昌昭 |

| #723 | 2012年1月8日 15:10 |                            |                               |                                         |                                                                |
| #723 | 2012年1月8日 15:10 | ジェイテクトSTINGS （4勝） | 3 - 0 (25-18) (25-17) (25-19) | きんでんトリニティーブリッツ （1勝5敗） | 近畿大学記念会館 観客数: 300人 主審: 佐々木伸子 副審: 新田和弘 |
| #723 | 2012年1月8日 15:10 |                            |                               |                                         | 近畿大学記念会館 観客数: 300人 主審: 佐々木伸子 副審: 新田和弘 |

#### 1月14日
| #724 | 2012年1月14日 11:00 |                                   |                               |                             |                                                              |
| #724 | 2012年1月14日 11:00 | 大同特殊鋼レッドスター （4勝1敗） | 3 - 0 (25-19) (25-23) (25-21) | 阪神デルフィーノ （1勝2敗） | 大同特殊鋼体育館 観客数: 420人 主審: 野村考一 副審: 首藤隆宏 |
| #724 | 2012年1月14日 11:00 |                                   |                               |                             | 大同特殊鋼体育館 観客数: 420人 主審: 野村考一 副審: 首藤隆宏 |

| #725 | 2012年1月14日 13:15 |                            |                       |                                 |                                                            |
| #725 | 2012年1月14日 13:15 | ジェイテクトSTINGS （5勝） | 3 - 0 (25-14) (25-21) | 近畿クラブスフィーダ （1勝6敗） | 大同特殊鋼体育館 観客数: 310人 主審: 中山健 副審: 重岡紀彦 |
| #725 | 2012年1月14日 13:15 |                            |                       |                                 | 大同特殊鋼体育館 観客数: 310人 主審: 中山健 副審: 重岡紀彦 |

| #726 | 2012年1月14日 15:15 |                                       |                                               |                                        |                                                              |
| #726 | 2012年1月14日 15:15 | つくばユナイテッドSun GAIA （3勝1敗） | 2 - 3 (30-28) (20-25) (25-16) (24-26) (15-17) | 富士通カワサキレッドスピリッツ （5勝） | 大同特殊鋼体育館 観客数: 210人 主審: 浅見靖人 副審: 丹羽敏彰 |
| #726 | 2012年1月14日 15:15 |                                       |                                               |                                        | 大同特殊鋼体育館 観客数: 210人 主審: 浅見靖人 副審: 丹羽敏彰 |

#### 1月15日
| #727 | 2012年1月15日 15:20 |                                   |                               |                            |                                                            |
| #727 | 2012年1月15日 15:20 | 大同特殊鋼レッドスター （4勝2敗） | 0 - 3 (19-25) (13-25) (24-26) | ジェイテクトSTINGS （6勝） | 大同特殊鋼体育館 観客数: 430人 主審: 中山健 副審: 首藤隆宏 |
| #727 | 2012年1月15日 15:20 |                                   |                               |                            | 大同特殊鋼体育館 観客数: 430人 主審: 中山健 副審: 首藤隆宏 |

| #728 | 2012年1月15日 13:10 |                                     |                               |                                        |                                                              |
| #728 | 2012年1月15日 13:10 | トヨタ自動車サンホークス （1勝4敗） | 0 - 3 (15-25) (28-30) (29-31) | 富士通カワサキレッドスピリッツ （6勝） | 大同特殊鋼体育館 観客数: 190人 主審: 野村考一 副審: 重岡紀彦 |
| #728 | 2012年1月15日 13:10 |                                     |                               |                                        | 大同特殊鋼体育館 観客数: 190人 主審: 野村考一 副審: 重岡紀彦 |

| #729 | 2012年1月15日 11:00 |                                       |                               |                             |                                                            |
| #729 | 2012年1月15日 11:00 | 警視庁フォートファイターズ （4勝1敗） | 3 - 0 (25-23) (25-18) (25-17) | 阪神デルフィーノ （1勝3敗） | 大同特殊鋼体育館 観客数: 170人 主審: 浅見靖人 副審: 岡谷仁 |
| #729 | 2012年1月15日 11:00 |                                       |                               |                             | 大同特殊鋼体育館 観客数: 170人 主審: 浅見靖人 副審: 岡谷仁 |

#### 1月21日
#730-734の試合は同一会場コート2面で行われた。
| #730 | 2012年1月21日 11:30 |                                       |                               |                                     |                                                                |
| #730 | 2012年1月21日 11:30 | 警視庁フォートファイターズ （5勝1敗） | 3 - 0 (25-19) (25-21) (25-15) | トヨタ自動車サンホークス （1勝5敗） | 町田市立総合体育館 観客数: 250人 主審: 高橋宏明 副審: 中西幸治 |
| #730 | 2012年1月21日 11:30 |                                       |                               |                                     | 町田市立総合体育館 観客数: 250人 主審: 高橋宏明 副審: 中西幸治 |

| #731 | 2012年1月21日 11:30 |                                   |                                       |                                            |                                                                |
| #731 | 2012年1月21日 11:30 | 大同特殊鋼レッドスター （5勝2敗） | 3 - 1 (25-21) (25-19) (20-25) (25-18) | 東京トヨペット・グリーンスパークル （5敗） | 町田市立総合体育館 観客数: 250人 主審: 城智人 副審: 薄井真智子 |
| #731 | 2012年1月21日 11:30 |                                   |                                       |                                            | 町田市立総合体育館 観客数: 250人 主審: 城智人 副審: 薄井真智子 |

| #732 | 2012年1月21日 13:30 |                                           |                                       |                            |                                                                |
| #732 | 2012年1月21日 13:30 | 富士通カワサキレッドスピリッツ （6勝1敗） | 1 - 3 (16-25) (17-25) (25-19) (20-25) | ジェイテクトSTINGS （7勝） | 町田市立総合体育館 観客数: 600人 主審: 丸山道博 副審: 服部篤史 |
| #732 | 2012年1月21日 13:30 |                                           |                                       |                            | 町田市立総合体育館 観客数: 600人 主審: 丸山道博 副審: 服部篤史 |

| #733 | 2012年1月21日 14:00 |                                       |                               |                           |                                                              |
| #733 | 2012年1月21日 14:00 | つくばユナイテッドSun GAIA （4勝1敗） | 3 - 1 (21-25) (25-20) (25-18) | 東京ヴェルディ （2勝4敗） | 町田市立総合体育館 観客数: 600人 主審: 浅見靖人 副審: 中村中 |
| #733 | 2012年1月21日 14:00 |                                       |                               |                           | 町田市立総合体育館 観客数: 600人 主審: 浅見靖人 副審: 中村中 |

| #734 | 2012年1月21日 15:55 |                                       |                                              |                             |                                                                  |
| #734 | 2012年1月21日 15:55 | きんでんトリニティブリッツ （2勝5敗） | 3 - 2 (25-15) (24-26) (22-25) (25-18) (15-7) | 阪神デルフィーノ （1勝4敗） | 町田市立総合体育館 観客数: 150人 主審: 佐々木伸子 副審: 及川千春 |
| #734 | 2012年1月21日 15:55 |                                       |                                              |                             | 町田市立総合体育館 観客数: 150人 主審: 佐々木伸子 副審: 及川千春 |

#### 1月22日
#735-738の試合は同一会場コート2面で行われた。
| #735 | 2012年1月22日 12:00 |                                 |                               |                                       |                                                                |
| #735 | 2012年1月22日 12:00 | 近畿クラブスフィーダ （1勝7敗） | 0 - 3 (19-25) (17-25) (18-25) | 警視庁フォートファイターズ （6勝1敗） | 町田市立総合体育館 観客数: 350人 主審: 浅見靖人 副審: 饗庭和恵 |
| #735 | 2012年1月22日 12:00 |                                 |                               |                                       | 町田市立総合体育館 観客数: 350人 主審: 浅見靖人 副審: 饗庭和恵 |

| #736 | 2012年1月22日 12:00 |                             |                               |                           |                                                              |
| #736 | 2012年1月22日 12:00 | 阪神デルフィーノ （1勝5敗） | 0 - 3 (20-25) (18-25) (13-25) | 東京ヴェルディ （3勝4敗） | 町田市立総合体育館 観客数: 350人 主審: 城智人 副審: 服部篤史 |
| #736 | 2012年1月22日 12:00 |                             |                               |                           | 町田市立総合体育館 観客数: 350人 主審: 城智人 副審: 服部篤史 |

| #737 | 2012年1月22日 14:05 |                                       |                              |                                            |                                                                  |
| #737 | 2012年1月22日 14:05 | つくばユナイテッドSun GAIA （5勝1敗） | 3 - 0 (25-17) (25-19) (25-9) | 東京トヨペット・グリーンスパークル （6敗） | 町田市立総合体育館 観客数: 280人 主審: 佐々木伸子 副審: 高田恒樹 |
| #737 | 2012年1月22日 14:05 |                                       |                              |                                            | 町田市立総合体育館 観客数: 280人 主審: 佐々木伸子 副審: 高田恒樹 |

| #738 | 2012年1月22日 14:05 |                                   |                               |                                       |                                                                |
| #738 | 2012年1月22日 14:05 | 大同特殊鋼レッドスター （6勝2敗） | 3 - 0 (25-17) (25-22) (25-23) | きんでんトリニティブリッツ （2勝6敗） | 町田市立総合体育館 観客数: 280人 主審: 高橋宏明 副審: 水間絵美 |
| #738 | 2012年1月22日 14:05 |                                   |                               |                                       | 町田市立総合体育館 観客数: 280人 主審: 高橋宏明 副審: 水間絵美 |

#### 1月28日
#739-743の試合は同一会場コート2面で行われた。
| #739 | 2012年1月28日 11:00 |                                           |                                               |                                       |                                                          |
| #739 | 2012年1月28日 11:00 | 富士通カワサキレッドスピリッツ （7勝1敗） | 3 - 2 (20-25) (22-25) (25-22) (25-21) (15-10) | 警視庁フォートファイターズ （6勝2敗） | つくばカピオ 観客数: 451人 主審: 柘植知則 副審: 松延亮一 |
| #739 | 2012年1月28日 11:00 |                                           |                                               |                                       | つくばカピオ 観客数: 451人 主審: 柘植知則 副審: 松延亮一 |

| #740 | 2012年1月28日 11:00 |                           |                       |                                   |                                                      |
| #740 | 2012年1月28日 11:00 | 東京ヴェルディ （3勝5敗） | 0 - 3 (25-27) (20-25) | 大同特殊鋼レッドスター （7勝2敗） | つくばカピオ 観客数: 393人 主審: 中山健 副審: 松代寛 |
| #740 | 2012年1月28日 11:00 |                           |                       |                                   | つくばカピオ 観客数: 393人 主審: 中山健 副審: 松代寛 |

| #741 | 2012年1月28日 13:55 |                                     |                               |                                       |                                                        |
| #741 | 2012年1月28日 13:55 | トヨタ自動車サンホークス （1勝6敗） | 0 - 3 (21-25) (19-25) (22-25) | きんでんトリニティブリッツ （3勝6敗） | つくばカピオ 観客数: 686人 主審: 城智人 副審: 酒井義成 |
| #741 | 2012年1月28日 13:55 |                                     |                               |                                       | つくばカピオ 観客数: 686人 主審: 城智人 副審: 酒井義成 |

| #742 | 2012年1月28日 13:15 |                               |                                       |                                       |                                                          |
| #742 | 2012年1月28日 13:15 | ジェイテクトSTINGS （7勝1敗） | 1 - 3 (23-25) (28-26) (21-25) (19-25) | つくばユナイテッドSun GAIA （6勝1敗） | つくばカピオ 観客数: 686人 主審: 野村考一 副審: 高橋直也 |
| #742 | 2012年1月28日 13:15 |                               |                                       |                                       | つくばカピオ 観客数: 686人 主審: 野村考一 副審: 高橋直也 |

| #743 | 2012年1月28日 15:55 |                             |                               |                                            |                                                          |
| #743 | 2012年1月28日 15:55 | 阪神デルフィーノ （2勝5敗） | 3 - 1 (17-25) (25-22) (25-14) | 東京トヨペット・グリーンスパークル （7敗） | つくばカピオ 観客数: 741人 主審: 浅見靖人 副審: 山崎公寬 |
| #743 | 2012年1月28日 15:55 |                             |                               |                                            | つくばカピオ 観客数: 741人 主審: 浅見靖人 副審: 山崎公寬 |

#### 1月29日
744-747の試合は同一会場コート2面で行われた。
| #744 | 2012年1月29日 11:00 |                               |                               |                                       |                                                        |
| #744 | 2012年1月29日 11:00 | ジェイテクトSTINGS （8勝1敗） | 3 - 0 (25-17) (25-16) (25-22) | 警視庁フォートファイターズ （6勝3敗） | つくばカピオ 観客数: 377人 主審: 中山健 副審: 樫村雅美 |
| #744 | 2012年1月29日 11:00 |                               |                               |                                       | つくばカピオ 観客数: 377人 主審: 中山健 副審: 樫村雅美 |

| #745 | 2012年1月29日 11:00 |                             |                               |                                       |                                                        |
| #745 | 2012年1月29日 11:00 | 阪神デルフィーノ （2勝6敗） | 0 - 3 (13-25) (19-25) (21-25) | つくばユナイテッドSun GAIA （7勝1敗） | つくばカピオ 観客数: 377人 主審: 浅見靖人 副審: 松代寛 |
| #745 | 2012年1月29日 11:00 |                             |                               |                                       | つくばカピオ 観客数: 377人 主審: 浅見靖人 副審: 松代寛 |

| #746 | 2012年1月29日 13:00 |                                 |                       |                                     |                                                        |
| #746 | 2012年1月29日 13:00 | 近畿クラブスフィーダ （2勝7敗） | 3 - 0 (25-20) (25-22) | トヨタ自動車サンホークス （1勝7敗） | つくばカピオ 観客数: 428人 主審: 城智人 副審: 松延亮一 |
| #746 | 2012年1月29日 13:00 |                                 |                       |                                     | つくばカピオ 観客数: 428人 主審: 城智人 副審: 松延亮一 |

| #747 | 2012年1月29日 13:00 |                                       |                                               |                                               |                                                          |
| #747 | 2012年1月29日 13:00 | きんでんトリニティブリッツ （3勝7敗） | 2 - 3 (25-22) (24-26) (19-25) (25-19) (11-15) | 東京トヨペット・グリーンスパークル （1勝7敗） | つくばカピオ 観客数: 428人 主審: 柘植知則 副審: 酒井義成 |
| #747 | 2012年1月29日 13:00 |                                       |                                               |                                               | つくばカピオ 観客数: 428人 主審: 柘植知則 副審: 酒井義成 |

#### 2月4日
| #748 | 2012年2月4日 13:00 |                                   |                                       |                                       |                                                          |
| #748 | 2012年2月4日 13:00 | 大同特殊鋼レッドスター （7勝3敗） | 1 - 3 (35-25) (18-25) (25-16) (22-25) | つくばユナイテッドSun GAIA （8勝1敗） | 福井市体育館 観客数: 584人 主審: 有乗正志 副審: 前川法央 |
| #748 | 2012年2月4日 13:00 |                                   |                                       |                                       | 福井市体育館 観客数: 584人 主審: 有乗正志 副審: 前川法央 |

| #749 | 2012年2月4日 15:45 |                             |                       |                                           |                                                      |
| #749 | 2012年2月4日 15:45 | 阪神デルフィーノ （2勝7敗） | 0 - 3 (16-25) (19-25) | 富士通カワサキレッドスピリッツ （8勝1敗） | 福井市体育館 観客数: 695人 主審: 城智人 副審: 森口豊 |
| #749 | 2012年2月4日 15:45 |                             |                       |                                           | 福井市体育館 観客数: 695人 主審: 城智人 副審: 森口豊 |

| #750 | 2012年2月4日 13:00 |                                     |                                               |                                               |                                                                               |
| #750 | 2012年2月4日 13:00 | トヨタ自動車サンホークス （2勝7敗） | 3 - 2 (25-19) (25-16) (25-27) (23-25) (15-12) | 東京トヨペット・グリーンスパークル （1勝8敗） | AGU（愛知学院大）スポーツセンター 観客数: 230人 主審: 明井寿枝 副審: 首藤隆宏 |
| #750 | 2012年2月4日 13:00 |                                     |                                               |                                               | AGU（愛知学院大）スポーツセンター 観客数: 230人 主審: 明井寿枝 副審: 首藤隆宏 |

| #751 | 2012年2月4日 15:30 |                               |                                       |                           |                                                                             |
| #751 | 2012年2月4日 15:30 | ジェイテクトSTINGS （9勝1敗） | 3 - 1 (25-20) (25-19) (18-25) (25-21) | 東京ヴェルディ （3勝6敗） | AGU（愛知学院大）スポーツセンター 観客数: 230人 主審: 村中伸 副審: 黒田伸浩 |
| #751 | 2012年2月4日 15:30 |                               |                                       |                           | AGU（愛知学院大）スポーツセンター 観客数: 230人 主審: 村中伸 副審: 黒田伸浩 |

#### 2月5日
| #752 | 2012年2月5日 12:00 |                                       |                       |                                       |                                                      |
| #752 | 2012年2月5日 12:00 | 警視庁フォートファイターズ （6勝4敗） | 0 - 3 (22-25) (19-25) | つくばユナイテッドSun GAIA （9勝1敗） | 福井市体育館 観客数: 531人 主審: 城智人 副審: 森口豊 |
| #752 | 2012年2月5日 12:00 |                                       |                       |                                       | 福井市体育館 観客数: 531人 主審: 城智人 副審: 森口豊 |

| #753 | 2012年2月5日 14:05 |                                 |                               |                                           |                                                          |
| #753 | 2012年2月5日 14:05 | 近畿クラブスフィーダ （2勝8敗） | 1 - 3 (21-25) (25-20) (26-28) | 富士通カワサキレッドスピリッツ （9勝1敗） | 福井市体育館 観客数: 580人 主審: 有乗正志 副審: 前川法央 |
| #753 | 2012年2月5日 14:05 |                                 |                               |                                           | 福井市体育館 観客数: 580人 主審: 有乗正志 副審: 前川法央 |

| #754 | 2012年2月5日 12:00 |                                               |                               |                           |                                                                          |
| #754 | 2012年2月5日 12:00 | 東京トヨペット・グリーンスパークル （1勝9敗） | 0 - 3 (17-25) (32-34) (16-25) | 東京ヴェルディ （4勝6敗） | AGU（愛知学院大）スポーツセンター 観客数: 60人 主審: 村中伸 副審: 岡谷仁 |
| #754 | 2012年2月5日 12:00 |                                               |                               |                           | AGU（愛知学院大）スポーツセンター 観客数: 60人 主審: 村中伸 副審: 岡谷仁 |

| #755 | 2012年2月5日 14:05 |                                     |                                       |                             |                                                                               |
| #755 | 2012年2月5日 14:05 | トヨタ自動車サンホークス （2勝8敗） | 1 - 3 (21-25) (25-21) (19-25) (22-25) | 阪神デルフィーノ （3勝7敗） | AGU（愛知学院大）スポーツセンター 観客数: 150人 主審: 明井寿枝 副審: 黒田伸浩 |
| #755 | 2012年2月5日 14:05 |                                     |                                       |                             | AGU（愛知学院大）スポーツセンター 観客数: 150人 主審: 明井寿枝 副審: 黒田伸浩 |

#### レギュラーラウンドの結果
| 順位 | チーム名                           | 試合数 | 勝数 | 敗数 | 勝率  | セット率 | 備考         |
| ---- | ---------------------------------- | ------ | ---- | ---- | ----- | -------- | ------------ |
| 1    | ジェイテクトSTINGS                 | 10     | 9    | 1    | 0.900 | 5.600    | 上位リーグへ |
| 2    | つくばユナイテッドSun GAIA         | 10     | 9    | 1    | 0.900 | 4.143    | 上位リーグへ |
| 3    | 富士通カワサキレッドスピリッツ     | 10     | 9    | 1    | 0.900 | 3.111    | 上位リーグへ |
| 4    | 大同特殊鋼レッドスター             | 10     | 7    | 3    | 0.700 |          | 上位リーグへ |
| 5    | 警視庁フォートファイターズ         | 10     | 6    | 4    | 0.600 |          | 上位リーグへ |
| 6    | 東京ヴェルディ                     | 10     | 4    | 6    | 0.400 |          | 上位リーグへ |
| 7    | きんでんトリニティーブリッツ       | 10     | 3    | 7    | 0.300 | 0.583    | 下位リーグへ |
| 8    | 阪神デルフィーノ                   | 10     | 3    | 7    | 0.300 | 0.458    | 下位リーグへ |
| 9    | 近畿クラブスフィーダ               | 10     | 2    | 8    | 0.200 | 0.375    | 下位リーグへ |
| 10   | トヨタ自動車サンホークス           | 10     | 2    | 8    | 0.200 | 0.308    | 下位リーグへ |
| 11   | 東京トヨペット・グリーンスパークル | 10     | 1    | 9    | 0.100 |          | 下位リーグへ |

### 上位リーグ

#### 2月18日
| #756 | 2012年2月18日 13:00 |                            |                               |                        |                                                        |
| #756 | 2012年2月18日 13:00 | ジェイテクトSTINGS （1勝） | 3 - 0 (25-12) (25-14) (25-17) | 東京ヴェルディ （1敗） | 島根体育館 観客数: 320人 主審: 前川清隆 副審: 幸松秀則 |
| #756 | 2012年2月18日 13:00 |                            |                               |                        | 島根体育館 観客数: 320人 主審: 前川清隆 副審: 幸松秀則 |

| #757 | 2012年2月18日 15:00 |                                    |                                               |                                        |                                                        |
| #757 | 2012年2月18日 15:00 | 警視庁フォートファイターズ （1敗） | 2 - 3 (19-25) (25-17) (16-25) (25-18) (15-17) | 富士通カワサキレッドスピリッツ （1勝） | 島根体育館 観客数: 220人 主審: 山本浩之 副審: 山中清恵 |
| #757 | 2012年2月18日 15:00 |                                    |                                               |                                        | 島根体育館 観客数: 220人 主審: 山本浩之 副審: 山中清恵 |

#### 2月19日
| #758 | 2012年2月18日 12:00 |                                    |                       |                                |                                                                            |
| #758 | 2012年2月18日 12:00 | つくばユナイテッドSun GAIA （1勝） | 3 - 0 (25-21) (25-15) | 大同特殊鋼レッドスター （1敗） | 三刀屋町文化体育館（アスパル） 観客数: 300人 主審: 山本浩之 副審: 前川清隆 |
| #758 | 2012年2月18日 12:00 |                                    |                       |                                | 三刀屋町文化体育館（アスパル） 観客数: 300人 主審: 山本浩之 副審: 前川清隆 |

| #759 | 2012年2月18日 14:00 |                                        |                       |                               |                                                                            |
| #759 | 2012年2月18日 14:00 | 富士通カワサキレッドスピリッツ （2勝） | 3 - 0 (25-22) (26-24) | ジェイテクトSTINGS （1勝1敗） | 三刀屋町文化体育館（アスパル） 観客数: 300人 主審: 石井洋壮 副審: 陶山利治 |
| #759 | 2012年2月18日 14:00 |                                        |                       |                               | 三刀屋町文化体育館（アスパル） 観客数: 300人 主審: 石井洋壮 副審: 陶山利治 |

#### 2月25日
| #760 | 2012年2月25日 13:00 |                                    |                               |                        |                                                              |
| #760 | 2012年2月25日 13:00 | つくばユナイテッドSun GAIA （2勝） | 3 - 0 (26-24) (25-21) (25-22) | 東京ヴェルディ （2敗） | 稲城市総合体育館 観客数: 220人 主審: 種元桂子 副審: 服部篤史 |
| #760 | 2012年2月25日 13:00 |                                    |                               |                        | 稲城市総合体育館 観客数: 220人 主審: 種元桂子 副審: 服部篤史 |

| #761 | 2012年2月25日 15:00 |                                |                                               |                                       |                                                          |
| #761 | 2012年2月25日 15:00 | 大同特殊鋼レッドスター （2敗） | 2 - 3 (18-25) (25-19) (18-25) (25-20) (12-15) | 警視庁フォートファイターズ （1勝1敗） | 稲城市総合体育館 観客数: 220人 主審: 中山健 副審: 仲博史 |
| #761 | 2012年2月25日 15:00 |                                |                                               |                                       | 稲城市総合体育館 観客数: 220人 主審: 中山健 副審: 仲博史 |

#### 2月26日
| #762 | 2012年2月26日 11:00 |                                       |                       |                               |                                                            |
| #762 | 2012年2月26日 11:00 | 警視庁フォートファイターズ （1勝2敗） | 0 - 3 (14-25) (19-25) | ジェイテクトSTINGS （2勝1敗） | 稲城市総合体育館 観客数: 380人 主審: 種元桂子 副審: 仲博史 |
| #762 | 2012年2月26日 11:00 |                                       |                       |                               | 稲城市総合体育館 観客数: 380人 主審: 種元桂子 副審: 仲博史 |

| #763 | 2012年2月26日 13:00 |                           |                                       |                                |                                                            |
| #763 | 2012年2月26日 13:00 | 東京ヴェルディ （1勝2敗） | 3 - 1 (25-20) (25-21) (12-25) (25-15) | 大同特殊鋼レッドスター （3敗） | 稲城市総合体育館 観客数: 330人 主審: 中山健 副審: 高田恒樹 |
| #763 | 2012年2月26日 13:00 |                           |                                       |                                | 稲城市総合体育館 観客数: 330人 主審: 中山健 副審: 高田恒樹 |

| #764 | 2012年2月26日 15:15 |                                    |                                       |                                           |                                                            |
| #764 | 2012年2月26日 15:15 | つくばユナイテッドSun GAIA （3勝） | 3 - 1 (25-22) (25-19) (24-26) (25-21) | 富士通カワサキレッドスピリッツ （2勝1敗） | 稲城市総合体育館 観客数: 350人 主審: 野村考一 副審: 中村中 |
| #764 | 2012年2月26日 15:15 |                                    |                                       |                                           | 稲城市総合体育館 観客数: 350人 主審: 野村考一 副審: 中村中 |

#### 3月3日
| #765 | 2012年3月3日 11:00 |                               |                               |                                |                                                                    |
| #765 | 2012年3月3日 11:00 | ジェイテクトSTINGS （3勝1敗） | 3 - 0 (25-22) (25-16) (25-17) | 大同特殊鋼レッドスター （4敗） | 川崎市とどろきアリーナ 観客数: 461人 主審: 田代英明 副審: 小川浩二 |
| #765 | 2012年3月3日 11:00 |                               |                               |                                | 川崎市とどろきアリーナ 観客数: 461人 主審: 田代英明 副審: 小川浩二 |

| #766 | 2012年3月3日 13:00 |                                    |                                       |                                       |                                                                      |
| #766 | 2012年3月3日 13:00 | つくばユナイテッドSun GAIA （4勝） | 3 - 1 (25-21) (25-22) (23-25) (25-15) | 警視庁フォートファイターズ （1勝3敗） | 川崎市とどろきアリーナ 観客数: 545人 主審: 種元桂子 副審: 田川菜保子 |
| #766 | 2012年3月3日 13:00 |                                    |                                       |                                       | 川崎市とどろきアリーナ 観客数: 545人 主審: 種元桂子 副審: 田川菜保子 |

| #767 | 2012年3月3日 13:05 |                                           |                                       |                           |                                                                    |
| #767 | 2012年3月3日 13:05 | 富士通カワサキレッドスピリッツ （3勝1敗） | 3 - 1 (25-20) (25-21) (17-25) (25-12) | 東京ヴェルディ （1勝3敗） | 川崎市とどろきアリーナ 観客数: 594人 主審: 中島俊昌 副審: 新田浩幸 |
| #767 | 2012年3月3日 13:05 |                                           |                                       |                           | 川崎市とどろきアリーナ 観客数: 594人 主審: 中島俊昌 副審: 新田浩幸 |

#### 3月4日
| #768 | 2012年3月4日 11:00 |                           |                               |                                       |                                                                    |
| #768 | 2012年3月4日 11:00 | 東京ヴェルディ （1勝4敗） | 0 - 3 (29-31) (21-25) (22-25) | 警視庁フォートファイターズ （2勝3敗） | 川崎市とどろきアリーナ 観客数: 460人 主審: 種元桂子 副審: 小川浩二 |
| #768 | 2012年3月4日 11:00 |                           |                               |                                       | 川崎市とどろきアリーナ 観客数: 460人 主審: 種元桂子 副審: 小川浩二 |

| #769 | 2012年3月4日 13:05 |                                       |                                               |                               |                                                                    |
| #769 | 2012年3月4日 13:05 | つくばユナイテッドSun GAIA （4勝1敗） | 2 - 3 (27-25) (25-16) (26-28) (22-25) (12-15) | ジェイテクトSTINGS （4勝1敗） | 川崎市とどろきアリーナ 観客数: 750人 主審: 中島俊昌 副審: 新田浩幸 |
| #769 | 2012年3月4日 13:05 |                                       |                                               |                               | 川崎市とどろきアリーナ 観客数: 750人 主審: 中島俊昌 副審: 新田浩幸 |

| #770 | 2012年3月4日 13:20 |                                           |                               |                                |                                                                      |
| #770 | 2012年3月4日 13:20 | 富士通カワサキレッドスピリッツ （4勝1敗） | 3 - 0 (25-22) (25-19) (25-17) | 大同特殊鋼レッドスター （5敗） | 川崎市とどろきアリーナ 観客数: 750人 主審: 丸山道博 副審: 田川菜保子 |
| #770 | 2012年3月4日 13:20 |                                           |                               |                                | 川崎市とどろきアリーナ 観客数: 750人 主審: 丸山道博 副審: 田川菜保子 |

#### 上位リーグの結果
| 順位 | チーム名                       | 試合数 | 勝数 | 敗数 | 勝率  | セット率 | 備考 |
| ---- | ------------------------------ | ------ | ---- | ---- | ----- | -------- | ---- |
| 1    | つくばユナイテッドSun GAIA     | 5      | 4    | 1    | 0.800 | 2.800    |      |
| 2    | ジェイテクトSTINGS             | 5      | 4    | 1    | 0.800 | 2.400    |      |
| 3    | 富士通カワサキレッドスピリッツ | 5      | 4    | 1    | 0.800 | 2.167    |      |
| 4    | 警視庁フォートファイターズ     | 5      | 2    | 3    | 0.400 |          |      |
| 5    | 東京ヴェルディ                 | 5      | 1    | 4    | 0.200 |          |      |
| 6    | 大同特殊鋼レッドスター         | 5      | 0    | 5    | 0.000 |          |      |

### 下位リーグ

#### 2月18日
| #771 | 2012年2月18日 11:00 |                                            |                               |                                      |                                                                                  |
| #771 | 2012年2月18日 11:00 | 東京トヨペット・グリーンスパークル （1敗） | 0 - 3 (20-25) (17-25) (21-25) | きんでんトリニティーブリッツ （1勝） | ベイコム総合体育館（尼崎記念公園） 観客数: 450人 主審: 上土谷政高 副審: 盛岡伸次 |
| #771 | 2012年2月18日 11:00 |                                            |                               |                                      | ベイコム総合体育館（尼崎記念公園） 観客数: 450人 主審: 上土谷政高 副審: 盛岡伸次 |

| #772 | 2012年2月18日 13:00 |                          |                               |                                  |                                                                                |
| #772 | 2012年2月18日 13:00 | 阪神デルフィーノ （1勝） | 3 - 0 (25-20) (25-16) (25-22) | トヨタ自動車サンホークス （1敗） | ベイコム総合体育館（尼崎記念公園） 観客数: 500人 主審: 田代英明 副審: 松上麻美 |
| #772 | 2012年2月18日 13:00 |                          |                               |                                  | ベイコム総合体育館（尼崎記念公園） 観客数: 500人 主審: 田代英明 副審: 松上麻美 |

#### 2月19日
| #773 | 2012年2月18日 11:00 |                              |                                       |                                      |                                                                                |
| #773 | 2012年2月18日 11:00 | 近畿クラブスフィーダ （1敗） | 1 - 3 (22-25) (20-25) (25-19) (26-28) | きんでんトリニティーブリッツ （2勝） | ベイコム総合体育館（尼崎記念公園） 観客数: 300人 主審: 田代英明 副審: 長堂篤史 |
| #773 | 2012年2月18日 11:00 |                              |                                       |                                      | ベイコム総合体育館（尼崎記念公園） 観客数: 300人 主審: 田代英明 副審: 長堂篤史 |

| #774 | 2012年2月18日 13:15 |                          |                               |                                            |                                                                                  |
| #774 | 2012年2月18日 13:15 | 阪神デルフィーノ （2勝） | 3 - 0 (25-21) (25-18) (25-23) | 東京トヨペット・グリーンスパークル （2敗） | ベイコム総合体育館（尼崎記念公園） 観客数: 400人 主審: 上土谷政高 副審: 森岡伸次 |
| #774 | 2012年2月18日 13:15 |                          |                               |                                            | ベイコム総合体育館（尼崎記念公園） 観客数: 400人 主審: 上土谷政高 副審: 森岡伸次 |

#### 2月25日
| #775 | 2012年2月25日 13:00 |                                     |                                               |                                         |                                                                    |
| #775 | 2012年2月25日 13:00 | トヨタ自動車サンホークス （1勝1敗） | 3 - 2 (26-24) (23-25) (17-25) (26-24) (16-14) | きんでんトリニティーブリッツ （2勝1敗） | 新潟市鳥屋野総合体育館 観客数: 250人 主審: 中島俊昌 副審: 川瀬敏裕 |
| #775 | 2012年2月25日 13:00 |                                     |                                               |                                         | 新潟市鳥屋野総合体育館 観客数: 250人 主審: 中島俊昌 副審: 川瀬敏裕 |

| #776 | 2012年2月25日 15:40 |                                            |                                       |                                 |                                                                      |
| #776 | 2012年2月25日 15:40 | 東京トヨペット・グリーンスパークル （3敗） | 1 - 3 (25-27) (25-21) (16-25) (21-25) | 近畿クラブスフィーダ （1勝1敗） | 新潟市鳥屋野総合体育館 観客数: 250人 主審: 佐々木伸子 副審: 赤川孝義 |
| #776 | 2012年2月25日 15:40 |                                            |                                       |                                 | 新潟市鳥屋野総合体育館 観客数: 250人 主審: 佐々木伸子 副審: 赤川孝義 |

#### 2月26日
| #777 | 2012年2月26日 12:00 |                          |                               |                                 |                                                                    |
| #777 | 2012年2月26日 12:00 | 阪神デルフィーノ （3勝） | 3 - 0 (31-29) (25-19) (25-21) | 近畿クラブスフィーダ （1勝2敗） | 新潟市鳥屋野総合体育館 観客数: 180人 主審: 中島俊昌 副審: 池上宗継 |
| #777 | 2012年2月26日 12:00 |                          |                               |                                 | 新潟市鳥屋野総合体育館 観客数: 180人 主審: 中島俊昌 副審: 池上宗継 |

| #778 | 2012年2月26日 14:00 |                                     |                                       |                                            |                                                                      |
| #778 | 2012年2月26日 14:00 | トヨタ自動車サンホークス （2勝1敗） | 3 - 1 (19-25) (25-21) (25-20) (25-23) | 東京トヨペット・グリーンスパークル （4敗） | 新潟市鳥屋野総合体育館 観客数: 200人 主審: 佐々木伸子 副審: 廣井健一 |
| #778 | 2012年2月26日 14:00 |                                     |                                       |                                            | 新潟市鳥屋野総合体育館 観客数: 200人 主審: 佐々木伸子 副審: 廣井健一 |

#### 3月3日
| #779 | 2012年3月3日 11:00 |                                     |                                       |                                 |                                                                    |
| #779 | 2012年3月3日 11:00 | トヨタ自動車サンホークス （2勝2敗） | 1 - 3 (25-21) (20-25) (24-26) (19-25) | 近畿クラブスフィーダ （2勝2敗） | 川崎市とどろきアリーナ 観客数: 461人 主審: 丸山道博 副審: 山川和寿 |
| #779 | 2012年3月3日 11:00 |                                     |                                       |                                 | 川崎市とどろきアリーナ 観客数: 461人 主審: 丸山道博 副審: 山川和寿 |

#### 3月4日
| #780 | 2012年3月4日 11:00 |                          |                                       |                                         |                                                                    |
| #780 | 2012年3月4日 11:00 | 阪神デルフィーノ （4勝） | 3 - 1 (25-22) (21-25) (25-21) (25-19) | きんでんトリニティーブリッツ （2勝2敗） | 川崎市とどろきアリーナ 観客数: 460人 主審: 田代英明 副審: 山川和寿 |
| #780 | 2012年3月4日 11:00 |                          |                                       |                                         | 川崎市とどろきアリーナ 観客数: 460人 主審: 田代英明 副審: 山川和寿 |

#### 下位リーグの結果
| 順位 | チーム名                           | 試合数 | 勝数 | 敗数 | 勝率  | セット率 | 備考 |
| ---- | ---------------------------------- | ------ | ---- | ---- | ----- | -------- | ---- |
| 1    | 阪神デルフィーノ                   | 4      | 4    | 0    | 1.000 |          |      |
| 2    | きんでんトリニティーブリッツ       | 4      | 2    | 2    | 0.500 | 1.286    |      |
| 3    | 近畿クラブスフィーダ               | 4      | 2    | 2    | 0.500 | 0.785    |      |
| 4    | トヨタ自動車サンホークス           | 4      | 2    | 2    | 0.500 | 0.778    |      |
| 5    | 東京トヨペット・グリーンスパークル | 4      | 0    | 4    | 0.000 |          |      |

### 最終順位
| 順位   | チーム名                           | 備考                  |
| ------ | ---------------------------------- | --------------------- |
| 優勝   | つくばユナイテッドSun GAIA         | V・チャレンジマッチへ |
| 準優勝 | ジェイテクトSTINGS                 | V・チャレンジマッチへ |
| 3      | 富士通カワサキレッドスピリッツ     |                       |
| 4      | 警視庁フォートファイターズ         |                       |
| 5      | 東京ヴェルディ                     |                       |
| 6      | 大同特殊鋼レッドスター             |                       |
| 7      | 阪神デルフィーノ                   |                       |
| 8      | きんでんトリニティーブリッツ       |                       |
| 9      | 近畿クラブスフィーダ               |                       |
| 10     | トヨタ自動車サンホークス           |                       |
| 11     | 東京トヨペット・グリーンスパークル |                       |

### 個人賞
| No. | 賞名             | 受賞者   | 所属チーム                 | 備考                |
| --- | ---------------- | -------- | -------------------------- | ------------------- |
| 1   | 優勝監督賞       | 都沢凡夫 | つくばユナイテッドSun GAIA |                     |
| 2   | 最高殊勲選手賞   | 加藤陽一 | つくばユナイテッドSun GAIA |                     |
| 3   | 敢闘賞           | 小松高則 | ジェイテクトSTINGS         |                     |
| 4   | 最優秀新人賞     | 平野晃多 | 大同特殊鋼レッドスター     |                     |
| 5   | 得点王           | 辰巳佳靖 | 大同特殊鋼レッドスター     | 総得点=180点        |
| 6   | スパイク賞       | 金丸晃大 | ジェイテクトSTINGS         | 決定率=66.3%        |
| 7   | ブロック賞       | 平野晃多 | 大同特殊鋼レッドスター     | 決定本数=1.24本/set |
| 8   | サーブ賞         | 松原広輔 | ジェイテクトSTINGS         | 効果率=21.6%        |
| 9   | サーブレシーブ賞 | 石川俊輔 | 警視庁フォートファイターズ | 成功率=80.8%        |

### 入れ替え

#### V・チャレンジマッチ

##### 3月31日
| #791 | 2012年3月31日 |                                                    |       |                                    |  |
| #791 | 2012年3月31日 | つくばユナイテッドSun GAIA （チャレンジリーグ1位） | 1 - 3 | JTサンダーズ （プレミアリーグ8位） |  |
| #791 | 2012年3月31日 |                                                    |       |                                    |  |

| #792 | 2012年3月31日 |                                            |       |                                                |  |
| #792 | 2012年3月31日 | ジェイテクトSTINGS （チャレンジリーグ2位） | 3 - 1 | 大分三好ヴァイセアドラー （プレミアリーグ7位） |  |
| #792 | 2012年3月31日 |                                            |       |                                                |  |

##### 4月1日
| #793 | 2012年4月1日 |                                                    |       |                                    |  |
| #793 | 2012年4月1日 | つくばユナイテッドSun GAIA （チャレンジリーグ1位） | 1 - 3 | JTサンダーズ （プレミアリーグ8位） |  |
| #793 | 2012年4月1日 |                                                    |       |                                    |  |

| #794 | 2012年4月1日 |                                            |       |                                                |  |
| #794 | 2012年4月1日 | ジェイテクトSTINGS （チャレンジリーグ2位） | 0 - 3 | 大分三好ヴァイセアドラー （プレミアリーグ7位） |  |
| #794 | 2012年4月1日 |                                            |       |                                                |  |

この結果、つくばユナイテッドSun GAIA、セット率によりジェイテクトSTINGSのチャレンジリーグ残留が決定。

## 女子

### 参加チーム
| 順位 | チーム名                 | 備考                                         |
| ---- | ------------------------ | -------------------------------------------- |
| 1    | 上尾メディックス         |                                              |
| 2    | 日立リヴァーレ           |                                              |
| 3    | PFUブルーキャッツ        |                                              |
| 4    | 三洋電機レッドソア       |                                              |
| 5    | KUROBEアクアフェアリーズ |                                              |
| 6    | 健祥会レッドハーツ       |                                              |
| 7    | 仙台ベルフィーユ         | 四国Eighty 8 Queenが本拠地移転、チーム名変更 |
| 8    | 柏エンゼルクロス         |                                              |
| 9    | 大野石油広島オイラーズ   |                                              |
| 10   | フォレストリーヴズ熊本   |                                              |
| 11   | Befcoビービースターズ    |                                              |
| 12   | GSSサンビームズ          |                                              |

### 1Leg

#### 12月10日
| #801 | 2011年12月10日 13:00 |                            |                               |                            |                                                                |
| #801 | 2011年12月10日 13:00 | 三洋電機レッドソア （1勝） | 3 - 0 (25-23) (25-14) (25-19) | 健祥会レッドハーツ （1敗） | 多賀城市総合体育館 観客数: 980人 主審: 佐々木功 副審: 早坂行博 |
| #801 | 2011年12月10日 13:00 |                            |                               |                            | 多賀城市総合体育館 観客数: 980人 主審: 佐々木功 副審: 早坂行博 |

| #802 | 2011年12月10日 15:00 |                           |                                               |                          |                                                                  |
| #802 | 2011年12月10日 15:00 | PFUブルーキャッツ （1勝） | 3 - 2 (18-25) (20-25) (25-20) (25-19) (17-15) | 仙台ベルフィーユ （1敗） | 多賀城市総合体育館 観客数: 1,550人 主審: 野村考一 副審: 高橋宏明 |
| #802 | 2011年12月10日 15:00 |                           |                                               |                          | 多賀城市総合体育館 観客数: 1,550人 主審: 野村考一 副審: 高橋宏明 |

| #803 | 2011年12月10日 13:00 |                          |                               |                                  |                                                                |
| #803 | 2011年12月10日 13:00 | 柏エンゼルクロス （1敗） | 0 - 3 (12-25) (18-25) (23-25) | KUROBEアクアフェアリーズ （1勝） | 熊谷市立市民体育館 観客数: 362人 主審: 浅井唯由 副審: 重竹雅行 |
| #803 | 2011年12月10日 13:00 |                          |                               |                                  | 熊谷市立市民体育館 観客数: 362人 主審: 浅井唯由 副審: 重竹雅行 |

| #804 | 2011年12月10日 15:00 |                               |                               |                          |                                                                |
| #804 | 2011年12月10日 15:00 | Befcoビービースターズ （1敗） | 0 - 3 (18-25) (21-25) (14-25) | 上尾メディックス （1勝） | 熊谷市立市民体育館 観客数: 627人 主審: 中島俊昌 副審: 中里明啓 |
| #804 | 2011年12月10日 15:00 |                               |                               |                          | 熊谷市立市民体育館 観客数: 627人 主審: 中島俊昌 副審: 中里明啓 |

| #805 | 2011年12月10日 13:00 |                         |                              |                        |                                                                |
| #805 | 2011年12月10日 13:00 | GSSサンビームズ （1敗） | 0 - 3 (8-25) (16-25) (13-25) | 日立リヴァーレ （1勝） | 菊池市総合体育館 観客数: 1,500人 主審: 中馬義郎 副審: 上原栄作 |
| #805 | 2011年12月10日 13:00 |                         |                              |                        | 菊池市総合体育館 観客数: 1,500人 主審: 中馬義郎 副審: 上原栄作 |

| #806 | 2011年12月10日 15:00 |                                |                                       |                                |                                                              |
| #806 | 2011年12月10日 15:00 | 大野石油広島オイラーズ （1勝） | 3 - 1 (25-20) (25-18) (21-25) (25-17) | フォレストリーヴズ熊本 （1敗） | 菊池市総合体育館 観客数: 1,800人 主審: 須藤義宏 副審: 田村誠 |
| #806 | 2011年12月10日 15:00 |                                |                                       |                                | 菊池市総合体育館 観客数: 1,800人 主審: 須藤義宏 副審: 田村誠 |

#### 12月11日
| #807 | 2011年12月11日 12:00 |                           |                               |                            |                                                                |
| #807 | 2011年12月11日 12:00 | PFUブルーキャッツ （2勝） | 3 - 0 (25-15) (25-21) (26-24) | 健祥会レッドハーツ （2敗） | 多賀城市総合体育館 観客数: 825人 主審: 高橋宏明 副審: 早坂行博 |
| #807 | 2011年12月11日 12:00 |                           |                               |                            | 多賀城市総合体育館 観客数: 825人 主審: 高橋宏明 副審: 早坂行博 |

| #808 | 2011年12月11日 14:00 |                            |                               |                          |                                                                  |
| #808 | 2011年12月11日 14:00 | 三洋電機レッドソア （2勝） | 3 - 0 (25-15) (31-29) (25-20) | 仙台ベルフィーユ （2敗） | 多賀城市総合体育館 観客数: 1,513人 主審: 野村考一 副審: 佐々木功 |
| #808 | 2011年12月11日 14:00 |                            |                               |                          | 多賀城市総合体育館 観客数: 1,513人 主審: 野村考一 副審: 佐々木功 |

| #809 | 2011年12月11日 12:00 |                                  |                                               |                          |                                                                |
| #809 | 2011年12月11日 12:00 | Befcoビービースターズ （1勝1敗） | 3 - 2 (25-20) (18-25) (20-25) (25-22) (16-14) | 柏エンゼルクロス （2敗） | 熊谷市立市民体育館 観客数: 426人 主審: 浅井唯由 副審: 中里明啓 |
| #809 | 2011年12月11日 12:00 |                                  |                                               |                          | 熊谷市立市民体育館 観客数: 426人 主審: 浅井唯由 副審: 中里明啓 |

| #810 | 2011年12月11日 715 |                                     |                                       |                          |                                                                |
| #810 | 2011年12月11日 715 | KUROBEアクアフェアリーズ （1勝1敗） | 1 - 3 (20-25) (25-23) (16-25) (17-25) | 上尾メディックス （2勝） | 熊谷市立市民体育館 観客数: 715人 主審: 中島俊昌 副審: 重竹雅行 |
| #810 | 2011年12月11日 715 |                                     |                                       |                          | 熊谷市立市民体育館 観客数: 715人 主審: 中島俊昌 副審: 重竹雅行 |

| #811 | 2011年12月11日 12:00 |                        |                                       |                                   |                                                              |
| #811 | 2011年12月11日 12:00 | 日立リヴァーレ （2勝） | 3 - 1 (23-25) (25-21) (25-23) (25-17) | 大野石油広島オイラーズ （1勝1敗） | 玉名市総合体育館 観客数: 1,800人 主審: 坂本紀一 副審: 田村誠 |
| #811 | 2011年12月11日 12:00 |                        |                                       |                                   | 玉名市総合体育館 観客数: 1,800人 主審: 坂本紀一 副審: 田村誠 |

| #812 | 2011年12月11日 14:25 |                                   |                               |                         |                                                                |
| #812 | 2011年12月11日 14:25 | フォレストリーヴズ熊本 （1勝1敗） | 3 - 1 (26-28) (25-13) (25-23) | GSSサンビームズ （2敗） | 玉名市総合体育館 観客数: 2,052人 主審: 須藤義宏 副審: 上原栄作 |
| #812 | 2011年12月11日 14:25 |                                   |                               |                         | 玉名市総合体育館 観客数: 2,052人 主審: 須藤義宏 副審: 上原栄作 |

#### 12月24日
| #813 | 2011年12月24日 13:00 |                         |                              |                          |                                                                  |
| #813 | 2011年12月24日 13:00 | GSSサンビームズ （3敗） | 0 - 3 (13-25) (5-25) (19-25) | 上尾メディックス （3勝） | 横手市増田体育館 観客数: 1,200人 主審: 阿部広太郎 副審: 船木洋行 |
| #813 | 2011年12月24日 13:00 |                         |                              |                          | 横手市増田体育館 観客数: 1,200人 主審: 阿部広太郎 副審: 船木洋行 |

| #814 | 2011年12月24日 15:00 |                                  |                               |                        |                                                                |
| #814 | 2011年12月24日 15:00 | Befcoビービースターズ （1勝2敗） | 0 - 3 (17-25) (16-25) (19-25) | 日立リヴァーレ （3勝） | 横手市増田体育館 観客数: 1,500人 主審: 田代英明 副審: 杉村友雄 |
| #814 | 2011年12月24日 15:00 |                                  |                               |                        | 横手市増田体育館 観客数: 1,500人 主審: 田代英明 副審: 杉村友雄 |

| #815 | 2011年12月24日 11:00 |                             |                               |                            |                                                                |
| #815 | 2011年12月24日 11:00 | 仙台ベルフィーユ （1勝2敗） | 3 - 0 (25-22) (25-18) (25-19) | 健祥会レッドハーツ （3敗） | 山口県立下関武道館 観客数: 700人 主審: 種元桂子 副審: 吉川幸治 |
| #815 | 2011年12月24日 11:00 |                             |                               |                            | 山口県立下関武道館 観客数: 700人 主審: 種元桂子 副審: 吉川幸治 |

| #816 | 2011年12月24日 13:00 |                            |                                       |                                   |                                                                |
| #816 | 2011年12月24日 13:00 | 三洋電機レッドソア （3勝） | 3 - 1 (25-18) (23-25) (25-20) (25-17) | フォレストリーヴズ熊本 （1勝2敗） | 山口県立下関武道館 観客数: 750人 主審: 前川清隆 副審: 有馬浩一 |
| #816 | 2011年12月24日 13:00 |                            |                                       |                                   | 山口県立下関武道館 観客数: 750人 主審: 前川清隆 副審: 有馬浩一 |

| #817 | 2011年12月24日 15:15 |                                   |                               |                           |                                                                  |
| #817 | 2011年12月24日 15:15 | 大野石油広島オイラーズ （1勝2敗） | 0 - 3 (15-25) (12-25) (20-25) | PFUブルーキャッツ （3勝） | 山口県立下関武道館 観客数: 650人 主審: 佐々木伸子 副審: 大中重信 |
| #817 | 2011年12月24日 15:15 |                                   |                               |                           | 山口県立下関武道館 観客数: 650人 主審: 佐々木伸子 副審: 大中重信 |

#### 12月25日
| #818 | 2011年12月25日 11:00 |                                  |                               |                                     |                                                              |
| #818 | 2011年12月25日 11:00 | Befcoビービースターズ （1勝3敗） | 0 - 3 (17-25) (16-25) (12-25) | KUROBEアクアフェアリーズ （2勝1敗） | 横手市増田体育館 観客数: 850人 主審: 田代英明 副審: 木村栄一 |
| #818 | 2011年12月25日 11:00 |                                  |                               |                                     | 横手市増田体育館 観客数: 850人 主審: 田代英明 副審: 木村栄一 |

| #819 | 2011年12月25日 13:00 |                          |                       |                        |                                                                  |
| #819 | 2011年12月25日 13:00 | 柏エンゼルクロス （3敗） | 0 - 3 (20-25) (15-25) | 日立リヴァーレ （4勝） | 横手市増田体育館 観客数: 1,600人 主審: 阿部広太郎 副審: 杉村友雄 |
| #819 | 2011年12月25日 13:00 |                          |                       |                        | 横手市増田体育館 観客数: 1,600人 主審: 阿部広太郎 副審: 杉村友雄 |

| #820 | 2011年12月25日 11:00 |                                   |                               |                               |                                                                    |
| #820 | 2011年12月25日 11:00 | フォレストリーヴズ熊本 （1勝3敗） | 0 - 3 (22-25) (20-25) (23-25) | 健祥会レッドハーツ （1勝3敗） | 宇部市俵田翁記念体育館 観客数: 700人 主審: 前川清隆 副審: 吉川幸治 |
| #820 | 2011年12月25日 11:00 |                                   |                               |                               | 宇部市俵田翁記念体育館 観客数: 700人 主審: 前川清隆 副審: 吉川幸治 |

| #821 | 2011年12月25日 13:00 |                             |                                       |                                   |                                                                      |
| #821 | 2011年12月25日 13:00 | 仙台ベルフィーユ （1勝3敗） | 1 - 3 (16-25) (15-25) (25-20) (27-29) | 大野石油広島オイラーズ （2勝2敗） | 宇部市俵田翁記念体育館 観客数: 700人 主審: 佐々木伸子 副審: 有馬浩一 |
| #821 | 2011年12月25日 13:00 |                             |                                       |                                   | 宇部市俵田翁記念体育館 観客数: 700人 主審: 佐々木伸子 副審: 有馬浩一 |

| #822 | 2011年12月25日 15:20 |                               |                                       |                           |                                                                    |
| #822 | 2011年12月25日 15:20 | 三洋電機レッドソア （3勝1敗） | 1 - 3 (19-25) (22-25) (28-26) (22-25) | PFUブルーキャッツ （4勝） | 宇部市俵田翁記念体育館 観客数: 700人 主審: 種元桂子 副審: 大中重信 |
| #822 | 2011年12月25日 15:20 |                               |                                       |                           | 宇部市俵田翁記念体育館 観客数: 700人 主審: 種元桂子 副審: 大中重信 |

#### 1月7日
#823-825は、会場の関係上、無観客試合として行われた。
| #823 | 2012年1月7日 11:00 |                          |                                       |                              |                                                                              |
| #823 | 2012年1月7日 11:00 | 上尾メディックス （4勝） | 3 - 1 (19-25) (25-15) (25-23) (25-20) | PFUブルーキャッツ （4勝1敗） | 日立オートモティブシステムズ体育館 観客数: 0人 主審: 高橋宏明 副審: 高橋直也 |
| #823 | 2012年1月7日 11:00 |                          |                                       |                              | 日立オートモティブシステムズ体育館 観客数: 0人 主審: 高橋宏明 副審: 高橋直也 |

| #824 | 2012年1月7日 13:26 |                                   |                       |                             |                                                                              |
| #824 | 2012年1月7日 13:26 | フォレストリーヴズ熊本 （1勝4敗） | 0 - 3 (20-25) (23-25) | 柏エンゼルクロス （1勝3敗） | 日立オートモティブシステムズ体育館 観客数: 0人 主審: 高野淳志 副審: 樫村雅美 |
| #824 | 2012年1月7日 13:26 |                                   |                       |                             | 日立オートモティブシステムズ体育館 観客数: 0人 主審: 高野淳志 副審: 樫村雅美 |

| #825 | 2012年1月7日 15:20 |                             |                               |                        |                                                                              |
| #825 | 2012年1月7日 15:20 | 仙台ベルフィーユ （1勝4敗） | 0 - 3 (18-25) (14-25) (21-25) | 日立リヴァーレ （5勝） | 日立オートモティブシステムズ体育館 観客数: 0人 主審: 田代英明 副審: 山崎公寛 |
| #825 | 2012年1月7日 15:20 |                             |                               |                        | 日立オートモティブシステムズ体育館 観客数: 0人 主審: 田代英明 副審: 山崎公寛 |

| #826 | 2012年1月7日 11:00 |                               |                                       |                         |                                                              |
| #826 | 2012年1月7日 11:00 | 健祥会レッドハーツ （2勝3敗） | 3 - 1 (24-26) (25-14) (25-20) (25-17) | GSSサンビームズ （4敗） | 小諸市総合体育館 観客数: 620人 主審: 中島俊昌 副審: 山条康弘 |
| #826 | 2012年1月7日 11:00 |                               |                                       |                         | 小諸市総合体育館 観客数: 620人 主審: 中島俊昌 副審: 山条康弘 |

| #827 | 2012年1月7日 13:22 |                                   |                                       |                                |                                                                |
| #827 | 2012年1月7日 13:22 | 大野石油広島オイラーズ （3勝2敗） | 3 - 1 (21-25) (25-19) (25-18) (25-17) | Befcoビービースターズ （勝敗） | 小諸市総合体育館 観客数: 725人 主審: 紙井ひとみ 副審: 北原良太 |
| #827 | 2012年1月7日 13:22 |                                   |                                       |                                | 小諸市総合体育館 観客数: 725人 主審: 紙井ひとみ 副審: 北原良太 |

| #828 | 2012年1月7日 15:40 |                               |                                       |                                     |                                                              |
| #828 | 2012年1月7日 15:40 | 三洋電機レッドソア （3勝2敗） | 1 - 3 (16-25) (17-25) (25-20) (13-25) | KUROBEアクアフェアリーズ （3勝1敗） | 小諸市総合体育館 観客数: 630人 主審: 土佐和樹 副審: 木下智宏 |
| #828 | 2012年1月7日 15:40 |                               |                                       |                                     | 小諸市総合体育館 観客数: 630人 主審: 土佐和樹 副審: 木下智宏 |

#### 1月8日
#829-831は、会場の関係上、無観客試合として行われた。
| #829 | 2012年1月8日 11:00 |                          |                               |                                   |                                                                              |
| #829 | 2012年1月8日 11:00 | 上尾メディックス （5勝） | 3 - 0 (26-24) (25-13) (25-21) | フォレストリーヴズ熊本 （1勝5敗） | 日立オートモティブシステムズ体育館 観客数: 0人 主審: 高橋宏明 副審: 神林清松 |
| #829 | 2012年1月8日 11:00 |                          |                               |                                   | 日立オートモティブシステムズ体育館 観客数: 0人 主審: 高橋宏明 副審: 神林清松 |

| #830 | 2012年1月8日 13:00 |                             |                                              |                             |                                                                              |
| #830 | 2012年1月8日 13:00 | 仙台ベルフィーユ （1勝5敗） | 2 - 3 (27-29) (27-25) (25-22) (12-25) (9-15) | 柏エンゼルクロス （2勝3敗） | 日立オートモティブシステムズ体育館 観客数: 0人 主審: 高野淳志 副審: 山崎公寛 |
| #830 | 2012年1月8日 13:00 |                             |                                              |                             | 日立オートモティブシステムズ体育館 観客数: 0人 主審: 高野淳志 副審: 山崎公寛 |

| #831 | 2012年1月8日 15:35 |                        |                                              |                              |                                                                              |
| #831 | 2012年1月8日 15:35 | 日立リヴァーレ （6勝） | 3 - 2 (23-25) (25-22) (22-25) (25-17) (15-9) | PFUブルーキャッツ （4勝2敗） | 日立オートモティブシステムズ体育館 観客数: 0人 主審: 田代英明 副審: 高橋直也 |
| #831 | 2012年1月8日 15:35 |                        |                                              |                              | 日立オートモティブシステムズ体育館 観客数: 0人 主審: 田代英明 副審: 高橋直也 |

| #832 | 2012年1月8日 12:00 |                               |                               |                                     |                                                                  |
| #832 | 2012年1月8日 12:00 | 健祥会レッドハーツ （2勝4敗） | 0 - 3 (21-25) (17-25) (21-25) | KUROBEアクアフェアリーズ （4勝1敗） | 上田市丸子総合体育館 観客数: 630人 主審: 土佐和樹 副審: 山条康弘 |
| #832 | 2012年1月8日 12:00 |                               |                               |                                     | 上田市丸子総合体育館 観客数: 630人 主審: 土佐和樹 副審: 山条康弘 |

| #833 | 2012年1月8日 14:00 |                         |                              |                                   |                                                                    |
| #833 | 2012年1月8日 14:00 | GSSサンビームズ （5敗） | 0 - 3 (15-25) (20-25) (8-25) | 大野石油広島オイラーズ （4勝2敗） | 上田市丸子総合体育館 観客数: 635人 主審: 紙井ひとみ 副審: 木下智宏 |
| #833 | 2012年1月8日 14:00 |                         |                              |                                   | 上田市丸子総合体育館 観客数: 635人 主審: 紙井ひとみ 副審: 木下智宏 |

#### 1月14日
| #834 | 2012年1月14日 13:00 |                          |                                       |                               |                                                          |
| #834 | 2012年1月14日 13:00 | 上尾メディックス （6勝） | 3 - 1 (20-25) (25-14) (25-18) (25-20) | 健祥会レッドハーツ （2勝5敗） | 柏市中央体育館 観客数: 500人 主審: 澤達大 副審: 花野井茂 |
| #834 | 2012年1月14日 13:00 |                          |                                       |                               | 柏市中央体育館 観客数: 500人 主審: 澤達大 副審: 花野井茂 |

| #835 | 2012年1月14日 15:15 |                             |                                      |                                 |                                                            |
| #835 | 2012年1月14日 15:15 | 柏エンゼルクロス （2勝4敗） | 1 - 3 (27-25) (7-25) (25-27) (18-25) | 大野石油広島オイラーズ （勝敗） | 柏市中央体育館 観客数: 600人 主審: 浅井唯由 副審: 山内大右 |
| #835 | 2012年1月14日 15:15 |                             |                                      |                                 | 柏市中央体育館 観客数: 600人 主審: 浅井唯由 副審: 山内大右 |

| #836 | 2012年1月14日 13:00 |                                     |                               |                             |                                                                      |
| #836 | 2012年1月14日 13:00 | KUROBEアクアフェアリーズ （5勝1敗） | 3 - 0 (25-12) (25-18) (25-15) | 仙台ベルフィーユ （1勝6敗） | 松任総合運動公園体育館 観客数: 400人 主審: 紙井ひとみ 副審: 奥野俊雄 |
| #836 | 2012年1月14日 13:00 |                                     |                               |                             | 松任総合運動公園体育館 観客数: 400人 主審: 紙井ひとみ 副審: 奥野俊雄 |

| #837 | 2012年1月14日 15:00 |                              |                               |                         |                                                                    |
| #837 | 2012年1月14日 15:00 | PFUブルーキャッツ （5勝2敗） | 3 - 0 (25-23) (25-17) (25-16) | GSSサンビームズ （6敗） | 松任総合運動公園体育館 観客数: 703人 主審: 有乗正志 副審: 松谷俊宏 |
| #837 | 2012年1月14日 15:00 |                              |                               |                         | 松任総合運動公園体育館 観客数: 703人 主審: 有乗正志 副審: 松谷俊宏 |

| #838 | 2012年1月14日 13:00 |                                   |                               |                        |                                                                  |
| #838 | 2012年1月14日 13:00 | フォレストリーヴズ熊本 （1勝6敗） | 0 - 3 (18-25) (19-25) (22-25) | 日立リヴァーレ （7勝） | 大東市立市民体育館 観客数: 500人 主審: 横山寿一 副審: 村上夫沙子 |
| #838 | 2012年1月14日 13:00 |                                   |                               |                        | 大東市立市民体育館 観客数: 500人 主審: 横山寿一 副審: 村上夫沙子 |

| #839 | 2012年1月14日 15:07 |                               |                               |                                  |                                                                |
| #839 | 2012年1月14日 15:07 | 三洋電機レッドソア （4勝2敗） | 3 - 0 (25-22) (25-23) (25-18) | Befcoビービースターズ （1勝5敗） | 大東市立市民体育館 観客数: 520人 主審: 須藤義宏 副審: 山口岳夫 |
| #839 | 2012年1月14日 15:07 |                               |                               |                                  | 大東市立市民体育館 観客数: 520人 主審: 須藤義宏 副審: 山口岳夫 |

#### 1月15日
| #840 | 2012年1月15日 12:00 |                                   |                               |                          |                                                          |
| #840 | 2012年1月15日 12:00 | 大野石油広島オイラーズ （5勝3敗） | 0 - 3 (25-27) (19-25) (15-25) | 上尾メディックス （7勝） | 柏市中央体育館 観客数: 600人 主審: 澤達大 副審: 花野井茂 |
| #840 | 2012年1月15日 12:00 |                                   |                               |                          | 柏市中央体育館 観客数: 600人 主審: 澤達大 副審: 花野井茂 |

| #841 | 2012年1月15日 14:00 |                               |                                               |                             |                                                            |
| #841 | 2012年1月15日 14:00 | 健祥会レッドハーツ （2勝6敗） | 2 - 3 (26-24) (20-25) (23-25) (25-20) (12-15) | 柏エンゼルクロス （3勝4敗） | 柏市中央体育館 観客数: 700人 主審: 浅井唯由 副審: 稲岡輝彦 |
| #841 | 2012年1月15日 14:00 |                               |                                               |                             | 柏市中央体育館 観客数: 700人 主審: 浅井唯由 副審: 稲岡輝彦 |

| #842 | 2012年1月15日 12:00 |                             |                               |                         |                                                                      |
| #842 | 2012年1月15日 12:00 | 仙台ベルフィーユ （2勝6敗） | 3 - 0 (25-20) (25-13) (25-17) | GSSサンビームズ （7敗） | 松任総合運動公園体育館 観客数: 372人 主審: 紙井ひとみ 副審: 奥野俊雄 |
| #842 | 2012年1月15日 12:00 |                             |                               |                         | 松任総合運動公園体育館 観客数: 372人 主審: 紙井ひとみ 副審: 奥野俊雄 |

| #843 | 2012年1月15日 14:00 |                              |                               |                                     |                                                                    |
| #843 | 2012年1月15日 14:00 | PFUブルーキャッツ （6勝2敗） | 3 - 0 (25-20) (25-22) (25-23) | KUROBEアクアフェアリーズ （5勝2敗） | 松任総合運動公園体育館 観客数: 708人 主審: 有乗正志 副審: 松谷俊宏 |
| #843 | 2012年1月15日 14:00 |                              |                               |                                     | 松任総合運動公園体育館 観客数: 708人 主審: 有乗正志 副審: 松谷俊宏 |

| #844 | 2012年1月15日 12:00 |                                  |                                       |                                   |                                                                |
| #844 | 2012年1月15日 12:00 | Befcoビービースターズ （1勝6敗） | 1 - 3 (25-16) (23-25) (26-28) (22-25) | フォレストリーヴズ熊本 （2勝6敗） | 大東市立市民体育館 観客数: 450人 主審: 須藤義宏 副審: 新道哲郎 |
| #844 | 2012年1月15日 12:00 |                                  |                                       |                                   | 大東市立市民体育館 観客数: 450人 主審: 須藤義宏 副審: 新道哲郎 |

| #845 | 2012年1月15日 14:30 |                               |                       |                        |                                                                |
| #845 | 2012年1月15日 14:30 | 三洋電機レッドソア （4勝3敗） | 0 - 3 (19-25) (23-25) | 日立リヴァーレ （8勝） | 大東市立市民体育館 観客数: 500人 主審: 横山寿一 副審: 吉岡奈々 |
| #845 | 2012年1月15日 14:30 |                               |                       |                        | 大東市立市民体育館 観客数: 500人 主審: 横山寿一 副審: 吉岡奈々 |

#### 1月21日
| #846 | 2012年1月21日 11:00 |                        |                       |                               |                                                                    |
| #846 | 2012年1月21日 11:00 | 日立リヴァーレ （9勝） | 3 - 0 (25-20) (25-11) | 健祥会レッドハーツ （2勝7敗） | 新潟市鳥屋野総合体育館 観客数: 800人 主審: 野村考一 副審: 上村君男 |
| #846 | 2012年1月21日 11:00 |                        |                       |                               | 新潟市鳥屋野総合体育館 観客数: 800人 主審: 野村考一 副審: 上村君男 |

| #847 | 2012年1月21日 13:00 |                              |                               |                             |                                                                    |
| #847 | 2012年1月21日 13:00 | PFUブルーキャッツ （7勝2敗） | 3 - 0 (25-20) (25-13) (26-24) | 柏エンゼルクロス （3勝5敗） | 新潟市鳥屋野総合体育館 観客数: 700人 主審: 中島俊昌 副審: 赤川孝義 |
| #847 | 2012年1月21日 13:00 |                              |                               |                             | 新潟市鳥屋野総合体育館 観客数: 700人 主審: 中島俊昌 副審: 赤川孝義 |

| #848 | 2012年1月21日 15:00 |                                  |                               |                         |                                                                    |
| #848 | 2012年1月21日 15:00 | Befcoビービースターズ （2勝6敗） | 3 - 0 (25-14) (25-18) (32-30) | GSSサンビームズ （8敗） | 新潟市鳥屋野総合体育館 観客数: 1,000人 主審: 中山健 副審: 池上宗継 |
| #848 | 2012年1月21日 15:00 |                                  |                               |                         | 新潟市鳥屋野総合体育館 観客数: 1,000人 主審: 中山健 副審: 池上宗継 |

| #849 | 2012年1月21日 11:00 |                                   |                               |                                     |                                                            |
| #849 | 2012年1月21日 11:00 | フォレストリーヴズ熊本 （2勝7敗） | 0 - 3 (15-25) (14-25) (16-25) | KUROBEアクアフェアリーズ （6勝2敗） | 猫田記念体育館 観客数: 300人 主審: 種元桂子 副審: 荒谷和繁 |
| #849 | 2012年1月21日 11:00 |                                   |                               |                                     | 猫田記念体育館 観客数: 300人 主審: 種元桂子 副審: 荒谷和繁 |

| #850 | 2012年1月21日 |                          |               |                             |                                                            |
| #850 | 2012年1月21日 | 上尾メディックス （8勝） | 3 - 0 (25-18) | 仙台ベルフィーユ （2勝7敗） | 猫田記念体育館 観客数: 500人 主審: 前川清隆 副審: 飯田一明 |
| #850 | 2012年1月21日 |                          |               |                             | 猫田記念体育館 観客数: 500人 主審: 前川清隆 副審: 飯田一明 |

| #851 | 2012年1月21日 15:00 |                               |                                       |                                   |                                                            |
| #851 | 2012年1月21日 15:00 | 三洋電機レッドソア （4勝4敗） | 1 - 3 (21-25) (18-25) (26-24) (13-25) | 大野石油広島オイラーズ （6勝3敗） | 猫田記念体育館 観客数: 700人 主審: 山本浩之 副審: 横山寿一 |
| #851 | 2012年1月21日 15:00 |                               |                                       |                                   | 猫田記念体育館 観客数: 700人 主審: 山本浩之 副審: 横山寿一 |

#### 1月22日
| #852 | 2012年1月22日 12:00 |                         |                                       |                             |                                                                  |
| #852 | 2012年1月22日 12:00 | GSSサンビームズ （9敗） | 1 - 3 (15-25) (11-25) (25-23) (10-25) | 柏エンゼルクロス （4勝5敗） | 新潟市鳥屋野総合体育館 観客数: 450人 主審: 中山健 副審: 廣井健一 |
| #852 | 2012年1月22日 12:00 |                         |                                       |                             | 新潟市鳥屋野総合体育館 観客数: 450人 主審: 中山健 副審: 廣井健一 |

| #853 | 2012年1月22日 14:20 |                               |                                       |                                  |                                                                  |
| #853 | 2012年1月22日 14:20 | 健祥会レッドハーツ （3勝7敗） | 3 - 1 (18-25) (25-21) (25-22) (26-24) | Befcoビービースターズ （2勝7敗） | 新潟市鳥屋野総合体育館 観客数: 800人 主審: 野村考一 副審: 小澤円 |
| #853 | 2012年1月22日 14:20 |                               |                                       |                                  | 新潟市鳥屋野総合体育館 観客数: 800人 主審: 野村考一 副審: 小澤円 |

| #854 | 2012年1月22日 12:00 |                               |                               |                          |                                                            |
| #854 | 2012年1月22日 12:00 | 三洋電機レッドソア （4勝5敗） | 0 - 3 (24-26) (19-25) (22-25) | 上尾メディックス （9勝） | 猫田記念体育館 観客数: 450人 主審: 種元桂子 副審: 谷川哲也 |
| #854 | 2012年1月22日 12:00 |                               |                               |                          | 猫田記念体育館 観客数: 450人 主審: 種元桂子 副審: 谷川哲也 |

| #855 | 2012年1月22日 14:00 |                                   |                               |                                     |                                                            |
| #855 | 2012年1月22日 14:00 | 大野石油広島オイラーズ （6勝4敗） | 0 - 3 (21-25) (17-25) (23-25) | KUROBEアクアフェアリーズ （7勝2敗） | 猫田記念体育館 観客数: 700人 主審: 山本浩之 副審: 横山寿一 |
| #855 | 2012年1月22日 14:00 |                                   |                               |                                     | 猫田記念体育館 観客数: 700人 主審: 山本浩之 副審: 横山寿一 |

#### 1月28日
| #856 | 2012年1月28日 11:00 |                               |                                       |                          |                                                                |
| #856 | 2012年1月28日 11:00 | 三洋電機レッドソア （5勝5敗） | 3 - 1 (25-18) (22-25) (25-21) (25-17) | GSSサンビームズ （10敗） | かなくぼ総合体育館 観客数: 783人 主審: 中島俊昌 副審: 樫村雅美 |
| #856 | 2012年1月28日 11:00 |                               |                                       |                          | かなくぼ総合体育館 観客数: 783人 主審: 中島俊昌 副審: 樫村雅美 |

| #857 | 2012年1月28日 13:16 |                             |                               |                           |                                                                |
| #857 | 2012年1月28日 13:16 | 柏エンゼルクロス （4勝6敗） | 0 - 3 (16-25) (18-25) (17-25) | 上尾メディックス （10勝） | かなくぼ総合体育館 観客数: 1,028人 主審: 大下孝 副審: 笠倉雅弘 |
| #857 | 2012年1月28日 13:16 |                             |                               |                           | かなくぼ総合体育館 観客数: 1,028人 主審: 大下孝 副審: 笠倉雅弘 |

| #858 | 2012年1月28日 15:00 |                                     |                                       |                         |                                                                  |
| #858 | 2012年1月28日 15:00 | KUROBEアクアフェアリーズ （7勝3敗） | 1 - 3 (16-25) (25-23) (14-25) (17-25) | 日立リヴァーレ （10勝） | かなくぼ総合体育館 観客数: 1,129人 主審: 田代英明 副審: 神林清松 |
| #858 | 2012年1月28日 15:00 |                                     |                                       |                         | かなくぼ総合体育館 観客数: 1,129人 主審: 田代英明 副審: 神林清松 |

| #859 | 2012年1月28日 11:00 |                                   |                                       |                               |                                                                          |
| #859 | 2012年1月28日 11:00 | 大野石油広島オイラーズ （6勝5敗） | 1 - 3 (25-20) (21-25) (18-25) (24-26) | 健祥会レッドハーツ （4勝7敗） | 八幡浜市民スポーツセンター 観客数: 452人 主審: 佐々木伸子 副審: 松木穂高 |
| #859 | 2012年1月28日 11:00 |                                   |                                       |                               | 八幡浜市民スポーツセンター 観客数: 452人 主審: 佐々木伸子 副審: 松木穂高 |

| #860 | 2012年1月28日 13:30 |                                   |                                       |                              |                                                                        |
| #860 | 2012年1月28日 13:30 | フォレストリーヴズ熊本 （2勝8敗） | 1 - 3 (19-25) (14-25) (34-32) (17-25) | PFUブルーキャッツ （8勝2敗） | 八幡浜市民スポーツセンター 観客数: 603人 主審: 千代延靖夫 副審: 永木寛 |
| #860 | 2012年1月28日 13:30 |                                   |                                       |                              | 八幡浜市民スポーツセンター 観客数: 603人 主審: 千代延靖夫 副審: 永木寛 |

| #861 | 2012年1月28日 15:50 |                             |                                       |                                  |                                                                          |
| #861 | 2012年1月28日 15:50 | 仙台ベルフィーユ （2勝8敗） | 1 - 3 (18-25) (24-26) (25-21) (23-25) | Befcoビービースターズ （3勝7敗） | 八幡浜市民スポーツセンター 観客数: 688人 主審: 横山寿一 副審: 橋本賀津郎 |
| #861 | 2012年1月28日 15:50 |                             |                                       |                                  | 八幡浜市民スポーツセンター 観客数: 688人 主審: 横山寿一 副審: 橋本賀津郎 |

#### 1月29日
| #862 | 2012年1月29日 11:00 |                               |                               |                             |                                                              |
| #862 | 2012年1月29日 11:00 | 三洋電機レッドソア （6勝5敗） | 3 - 0 (25-19) (27-25) (29-27) | 柏エンゼルクロス （4勝7敗） | かなくぼ総合体育館 観客数: 941人 主審: 大下孝 副審: 神林清松 |
| #862 | 2012年1月29日 11:00 |                               |                               |                             | かなくぼ総合体育館 観客数: 941人 主審: 大下孝 副審: 神林清松 |

| #863 | 2012年1月29日 13:00 |                                     |                               |                          |                                                                  |
| #863 | 2012年1月29日 13:00 | KUROBEアクアフェアリーズ （8勝3敗） | 3 - 0 (25-14) (25-16) (25-17) | GSSサンビームズ （11敗） | かなくぼ総合体育館 観客数: 1,319人 主審: 中島俊昌 副審: 笠倉雅弘 |
| #863 | 2012年1月29日 13:00 |                                     |                               |                          | かなくぼ総合体育館 観客数: 1,319人 主審: 中島俊昌 副審: 笠倉雅弘 |

| #864 | 2012年1月29日 15:00 |                           |                               |                            |                                                                  |
| #864 | 2012年1月29日 15:00 | 上尾メディックス （11勝） | 3 - 0 (25-22) (25-16) (25-19) | 日立リヴァーレ （10勝1敗） | かなくぼ総合体育館 観客数: 1,486人 主審: 田代英明 副審: 高橋直也 |
| #864 | 2012年1月29日 15:00 |                           |                               |                            | かなくぼ総合体育館 観客数: 1,486人 主審: 田代英明 副審: 高橋直也 |

| #865 | 2012年1月29日 12:00 |                                  |                                       |                              |                                                                          |
| #865 | 2012年1月29日 12:00 | Befcoビービースターズ （3勝8敗） | 1 - 3 (17-25) (25-15) (13-25) (17-25) | PFUブルーキャッツ （9勝2敗） | 八幡浜市民スポーツセンター 観客数: 341人 主審: 千代延靖夫 副審: 松木穂高 |
| #865 | 2012年1月29日 12:00 |                                  |                                       |                              | 八幡浜市民スポーツセンター 観客数: 341人 主審: 千代延靖夫 副審: 松木穂高 |

| #866 | 2012年1月29日 14:10 |                             |                               |                                   |                                                                            |
| #866 | 2012年1月29日 14:10 | 仙台ベルフィーユ （2勝9敗） | 0 - 3 (19-25) (20-25) (19-25) | フォレストリーヴズ熊本 （3勝8敗） | 八幡浜市民スポーツセンター 観客数: 464人 主審: 佐々木伸子 副審: 橋本賀津郎 |
| #866 | 2012年1月29日 14:10 |                             |                               |                                   | 八幡浜市民スポーツセンター 観客数: 464人 主審: 佐々木伸子 副審: 橋本賀津郎 |

#### 1Legの結果
| 順位 | チーム名                 | 試合数 | 勝数 | 敗数 | 勝率  | セット率 | 備考 |
| ---- | ------------------------ | ------ | ---- | ---- | ----- | -------- | ---- |
| 1    | 上尾メディックス         | 11     | 11   | 0    | 1.000 |          |      |
| 2    | 日立リヴァーレ           | 11     | 10   | 1    | 0.909 |          |      |
| 3    | PFUブルーキャッツ        | 11     | 9    | 2    | 0.819 |          |      |
| 4    | KUROBEアクアフェアリーズ | 11     | 8    | 3    | 0.727 |          |      |
| 5    | 三洋電機レッドソア       | 11     | 6    | 5    | 0.545 | 1.235    |      |
| 6    | 大野石油広島オイラーズ   | 11     | 6    | 5    | 0.545 | 1.000    |      |
| 7    | 健祥会レッドハーツ       | 11     | 4    | 7    | 0.364 | 0.625    |      |
| 8    | 柏エンゼルクロス         | 11     | 4    | 7    | 0.364 | 0.577    |      |
| 9    | Befcoビービースターズ    | 11     | 3    | 8    | 0.273 | 0.481    |      |
| 10   | フォレストリーヴズ熊本   | 11     | 3    | 8    | 0.273 | 0.462    |      |
| 11   | 仙台ベルフィーユ         | 11     | 2    | 9    | 0.182 |          |      |
| 12   | GSSサンビームズ          | 11     | 0    | 11   | 0.000 |          |      |

### 2Leg

#### 2月4日
| #867 | 2012年2月4日 11:00 |                                     |                               |                             |                                                                |
| #867 | 2012年2月4日 11:00 | KUROBEアクアフェアリーズ （9勝3敗） | 3 - 0 (26-24) (25-15) (25-19) | 柏エンゼルクロス （4勝8敗） | 北本市体育センター 観客数: 329人 主審: 高野淳志 副審: 重竹雅行 |
| #867 | 2012年2月4日 11:00 |                                     |                               |                             | 北本市体育センター 観客数: 329人 主審: 高野淳志 副審: 重竹雅行 |

| #868 | 2012年2月4日 13:00 |                               |                               |                                  |                                                                |
| #868 | 2012年2月4日 13:00 | 三洋電機レッドソア （7勝5敗） | 3 - 0 (25-11) (26-24) (25-23) | Befcoビービースターズ （3勝9敗） | 北本市体育センター 観客数: 571人 主審: 浅井唯由 副審: 飯塚雅文 |
| #868 | 2012年2月4日 13:00 |                               |                               |                                  | 北本市体育センター 観客数: 571人 主審: 浅井唯由 副審: 飯塚雅文 |

| #869 | 2012年2月4日 15:00 |                              |                               |                           |                                                                    |
| #869 | 2012年2月4日 15:00 | PFUブルーキャッツ （9勝3敗） | 0 - 3 (20-25) (13-25) (17-25) | 上尾メディックス （12勝） | 北本市体育センター 観客数: 936人 主審: 阿部広太郎 副審: 小野沢一宏 |
| #869 | 2012年2月4日 15:00 |                              |                               |                           | 北本市体育センター 観客数: 936人 主審: 阿部広太郎 副審: 小野沢一宏 |

| #870 | 2012年2月4日 11:00 |                            |                              |                                   |                                                                            |
| #870 | 2012年2月4日 11:00 | 日立リヴァーレ （11勝1敗） | 3 - 0 (25-14) (25-8) (25-21) | 大野石油広島オイラーズ （6勝6敗） | 健祥会パートナー多目的ホール 観客数: 400人 主審: 浅見靖人 副審: 橋本賀津郎 |
| #870 | 2012年2月4日 11:00 |                            |                              |                                   | 健祥会パートナー多目的ホール 観客数: 400人 主審: 浅見靖人 副審: 橋本賀津郎 |

| #871 | 2012年2月4日 13:00 |                                   |                               |                               |                                                                            |
| #871 | 2012年2月4日 13:00 | フォレストリーヴズ熊本 （3勝9敗） | 0 - 3 (21-25) (20-25) (19-25) | 健祥会レッドハーツ （5勝7敗） | 健祥会パートナー多目的ホール 観客数: 1,050人 主審: 種元桂子 副審: 中本浩平 |
| #871 | 2012年2月4日 13:00 |                                   |                               |                               | 健祥会パートナー多目的ホール 観客数: 1,050人 主審: 種元桂子 副審: 中本浩平 |

| #872 | 2012年2月4日 15:00 |                          |                               |                             |                                                                            |
| #872 | 2012年2月4日 15:00 | GSSサンビームズ （12敗） | 0 - 3 (18-25) (21-25) (13-25) | 仙台ベルフィーユ （3勝9敗） | 健祥会パートナー多目的ホール 観客数: 350人 主審: 佐々木伸子 副審: 片山政紀 |
| #872 | 2012年2月4日 15:00 |                          |                               |                             | 健祥会パートナー多目的ホール 観客数: 350人 主審: 佐々木伸子 副審: 片山政紀 |

#### 2月5日
| #873 | 2012年2月4日 11:00 |                                      |                                       |                                   |                                                                  |
| #873 | 2012年2月4日 11:00 | KUROBEアクアフェアリーズ （10勝3敗） | 3 - 1 (25-18) (23-25) (25-15) (25-17) | Befcoビービースターズ （3勝10敗） | 北本市体育センター 観客数: 515人 主審: 浅井唯由 副審: 小野沢一宏 |
| #873 | 2012年2月4日 11:00 |                                      |                                       |                                   | 北本市体育センター 観客数: 515人 主審: 浅井唯由 副審: 小野沢一宏 |

| #874 | 2012年2月4日 13:25 |                             |                                               |                               |                                                              |
| #874 | 2012年2月4日 13:25 | 柏エンゼルクロス （4勝9敗） | 2 - 3 (25-20) (17-25) (25-23) (19-25) (20-22) | PFUブルーキャッツ （10勝3敗） | 北本市体育センター 観客数: 664人 主審: 高野淳志 副審: 栗島勲 |
| #874 | 2012年2月4日 13:25 |                             |                                               |                               | 北本市体育センター 観客数: 664人 主審: 高野淳志 副審: 栗島勲 |

| #875 | 2012年2月4日 16:10 |                               |                               |                           |                                                                    |
| #875 | 2012年2月4日 16:10 | 三洋電機レッドソア （7勝6敗） | 0 - 3 (12-25) (20-25) (19-25) | 上尾メディックス （13勝） | 北本市体育センター 観客数: 1,029人 主審: 阿部広太郎 副審: 重竹雅行 |
| #875 | 2012年2月4日 16:10 |                               |                               |                           | 北本市体育センター 観客数: 1,029人 主審: 阿部広太郎 副審: 重竹雅行 |

| #876 | 2012年2月4日 11:00 |                                   |                       |                              |                                                                          |
| #876 | 2012年2月4日 11:00 | 大野石油広島オイラーズ （7勝6敗） | 3 - 0 (25-17) (26-24) | 仙台ベルフィーユ （3勝10敗） | 健祥会パートナー多目的ホール 観客数: 390人 主審: 浅見靖人 副審: 片山政紀 |
| #876 | 2012年2月4日 11:00 |                                   |                       |                              | 健祥会パートナー多目的ホール 観客数: 390人 主審: 浅見靖人 副審: 片山政紀 |

| #877 | 2012年2月4日 13:00 |                            |                                       |                               |                                                                              |
| #877 | 2012年2月4日 13:00 | 日立リヴァーレ （12勝1敗） | 3 - 1 (25-10) (23-25) (25-21) (25-19) | 健祥会レッドハーツ （5勝8敗） | 健祥会パートナー多目的ホール 観客数: 1,150人 主審: 佐々木伸子 副審: 中本浩平 |
| #877 | 2012年2月4日 13:00 |                            |                                       |                               | 健祥会パートナー多目的ホール 観客数: 1,150人 主審: 佐々木伸子 副審: 中本浩平 |

| #878 | 2012年2月4日 15:20 |                          |                                       |                                   |                                                                            |
| #878 | 2012年2月4日 15:20 | GSSサンビームズ （13敗） | 1 - 3 (22-25) (12-25) (25-23) (16-25) | フォレストリーヴズ熊本 （4勝9敗） | 健祥会パートナー多目的ホール 観客数: 150人 主審: 種元桂子 副審: 橋本賀津郎 |
| #878 | 2012年2月4日 15:20 |                          |                                       |                                   | 健祥会パートナー多目的ホール 観客数: 150人 主審: 種元桂子 副審: 橋本賀津郎 |

#### 2月11日
| #879 | 2012年2月11日 11:00 |                               |                                               |                                      |                                                                      |
| #879 | 2012年2月11日 11:00 | 三洋電機レッドソア （8勝6敗） | 3 - 2 (25-17) (20-25) (29-27) (24-26) (15-11) | KUROBEアクアフェアリーズ （10勝4敗） | 江戸川区スポーツセンター 観客数: 720人 主審: 浅井唯由 副審: 江藤幸恵 |
| #879 | 2012年2月11日 11:00 |                               |                                               |                                      | 江戸川区スポーツセンター 観客数: 720人 主審: 浅井唯由 副審: 江藤幸恵 |

| #880 | 2012年2月11日 13:50 |                              |                              |                            |                                                                        |
| #880 | 2012年2月11日 13:50 | 仙台ベルフィーユ （3勝11敗） | 0 - 3 (10-25) (20-25) (6-25) | 日立リヴァーレ （13勝1敗） | 江戸川区スポーツセンター 観客数: 780人 主審: 横山寿一 副審: 森山真理子 |
| #880 | 2012年2月11日 13:50 |                              |                              |                            | 江戸川区スポーツセンター 観客数: 780人 主審: 横山寿一 副審: 森山真理子 |

| #881 | 2012年2月11日 15:30 |                             |                                              |                          |                                                                      |
| #881 | 2012年2月11日 15:30 | 柏エンゼルクロス （5勝9敗） | 3 - 2 (25-13) (19-25) (25-20) (20-25) (15-8) | GSSサンビームズ （14敗） | 江戸川区スポーツセンター 観客数: 560人 主審: 丸山道博 副審: 慈眼雅啓 |
| #881 | 2012年2月11日 15:30 |                             |                                              |                          | 江戸川区スポーツセンター 観客数: 560人 主審: 丸山道博 副審: 慈眼雅啓 |

| #882 | 2012年2月11日 11:00 |                               |                                       |                               |                                                            |
| #882 | 2012年2月11日 11:00 | 健祥会レッドハーツ （6勝8敗） | 3 - 1 (22-25) (25-21) (25-19) (25-14) | PFUブルーキャッツ （10勝4敗） | 猫田記念体育館 観客数: 300人 主審: 種元桂子 副審: 飯田一明 |
| #882 | 2012年2月11日 11:00 |                               |                                       |                               | 猫田記念体育館 観客数: 300人 主審: 種元桂子 副審: 飯田一明 |

| #883 | 2012年2月11日 13:20 |                                    |                               |                           |                                                            |
| #883 | 2012年2月11日 13:20 | フォレストリーヴズ熊本 （4勝10敗） | 0 - 3 (10-25) (16-25) (21-25) | 上尾メディックス （14勝） | 猫田記念体育館 観客数: 400人 主審: 前川清隆 副審: 荒谷和繁 |
| #883 | 2012年2月11日 13:20 |                                    |                               |                           | 猫田記念体育館 観客数: 400人 主審: 前川清隆 副審: 荒谷和繁 |

| #884 | 2012年2月11日 15:05 |                                   |                                       |                                   |                                                            |
| #884 | 2012年2月11日 15:05 | 大野石油広島オイラーズ （8勝6敗） | 3 - 1 (25-15) (25-19) (23-25) (28-26) | Befcoビービースターズ （3勝11敗） | 猫田記念体育館 観客数: 700人 主審: 城智人 副審: 国本美枝子 |
| #884 | 2012年2月11日 15:05 |                                   |                                       |                                   | 猫田記念体育館 観客数: 700人 主審: 城智人 副審: 国本美枝子 |

#### 2月12日
| #885 | 2012年2月12日 11:00 |                               |                                       |                            |                                                                      |
| #885 | 2012年2月12日 11:00 | 三洋電機レッドソア （8勝7敗） | 1 - 3 (13-25) (11-25) (25-23) (17-25) | 日立リヴァーレ （14勝1敗） | 江戸川区スポーツセンター 観客数: 620人 主審: 丸山道博 副審: 中西幸治 |
| #885 | 2012年2月12日 11:00 |                               |                                       |                            | 江戸川区スポーツセンター 観客数: 620人 主審: 丸山道博 副審: 中西幸治 |

| #886 | 2012年2月12日 13:05 |                              |                               |                              |                                                                      |
| #886 | 2012年2月12日 13:05 | 柏エンゼルクロス （5勝10敗） | 0 - 3 (13-25) (18-25) (21-25) | 仙台ベルフィーユ （4勝11敗） | 江戸川区スポーツセンター 観客数: 460人 主審: 横山寿一 副審: 杤掘仁美 |
| #886 | 2012年2月12日 13:05 |                              |                               |                              | 江戸川区スポーツセンター 観客数: 460人 主審: 横山寿一 副審: 杤掘仁美 |

| #887 | 2012年2月12日 15:00 |                          |                       |                                      |                                                                      |
| #887 | 2012年2月12日 15:00 | GSSサンビームズ （15敗） | 0 - 3 (17-25) (16-25) | KUROBEアクアフェアリーズ （11勝4敗） | 江戸川区スポーツセンター 観客数: 520人 主審: 浅井唯由 副審: 水間絵美 |
| #887 | 2012年2月12日 15:00 |                          |                       |                                      | 江戸川区スポーツセンター 観客数: 520人 主審: 浅井唯由 副審: 水間絵美 |

| #888 | 2012年2月12日 12:00 |                                    |                               |                                   |                                                            |
| #888 | 2012年2月12日 12:00 | フォレストリーヴズ熊本 （4勝11敗） | 0 - 3 (25-27) (21-25) (15-25) | Befcoビービースターズ （4勝11敗） | 猫田記念体育館 観客数: 400人 主審: 種元桂子 副審: 飯田一明 |
| #888 | 2012年2月12日 12:00 |                                    |                               |                                   | 猫田記念体育館 観客数: 400人 主審: 種元桂子 副審: 飯田一明 |

| #889 | 2012年2月12日 14:00 |                           |                                       |                                   |                                                          |
| #889 | 2012年2月12日 14:00 | 上尾メディックス （15勝） | 3 - 1 (22-25) (25-17) (25-11) (25-22) | 大野石油広島オイラーズ （8勝7敗） | 猫田記念体育館 観客数: 600人 主審: 城智人 副審: 前川清隆 |
| #889 | 2012年2月12日 14:00 |                           |                                       |                                   | 猫田記念体育館 観客数: 600人 主審: 城智人 副審: 前川清隆 |

#### 2月18日
| #890 | 2012年2月18日 11:00 |                               |                                       |                               |                                                                        |
| #890 | 2012年2月18日 11:00 | 三洋電機レッドソア （9勝7敗） | 3 - 1 (25-20) (20-25) (25-18) (25-22) | PFUブルーキャッツ （10勝5敗） | 新発田市カルチャーセンター 観客数: 600人 主審: 中島俊昌 副審: 廣井健一 |
| #890 | 2012年2月18日 11:00 |                               |                                       |                               | 新発田市カルチャーセンター 観客数: 600人 主審: 中島俊昌 副審: 廣井健一 |

| #891 | 2012年2月18日 13:20 |                              |                               |                           |                                                                          |
| #891 | 2012年2月18日 13:20 | 仙台ベルフィーユ （4勝12敗） | 0 - 3 (12-25) (14-25) (21-25) | 上尾メディックス （16勝） | 新発田市カルチャーセンター 観客数: 1,200人 主審: 戸川太輔 副審: 上村君男 |
| #891 | 2012年2月18日 13:20 |                              |                               |                           | 新発田市カルチャーセンター 観客数: 1,200人 主審: 戸川太輔 副審: 上村君男 |

| #892 | 2012年2月18日 15:20 |                                   |                               |                            |                                                                          |
| #892 | 2012年2月18日 15:20 | Befcoビービースターズ （4勝12敗） | 0 - 3 (19-25) (14-25) (12-25) | 日立リヴァーレ （15勝1敗） | 新発田市カルチャーセンター 観客数: 1,650人 主審: 大塚春夫 副審: 赤川孝義 |
| #892 | 2012年2月18日 15:20 |                                   |                               |                            | 新発田市カルチャーセンター 観客数: 1,650人 主審: 大塚春夫 副審: 赤川孝義 |

| #893 | 2012年2月18日 11:00 |                          |                               |                               |                                                                                        |
| #893 | 2012年2月18日 11:00 | GSSサンビームズ （16敗） | 0 - 3 (16-25) (21-25) (19-25) | 健祥会レッドハーツ （7勝8敗） | 魚津テクノスポーツドーム（ありそドーム） 観客数: 250人 主審: 有乗正志 副審: 五十里勘司 |
| #893 | 2012年2月18日 11:00 |                          |                               |                               | 魚津テクノスポーツドーム（ありそドーム） 観客数: 250人 主審: 有乗正志 副審: 五十里勘司 |

| #894 | 2012年2月18日 13:00 |                                    |                                               |                              |                                                                                  |
| #894 | 2012年2月18日 13:00 | フォレストリーヴズ熊本 （5勝11敗） | 3 - 2 (20-25) (25-11) (21-25) (26-24) (15-13) | 柏エンゼルクロス （5勝11敗） | 魚津テクノスポーツドーム（ありそドーム） 観客数: 500人 主審: 城智人 副審: 黒地忍 |
| #894 | 2012年2月18日 13:00 |                                    |                                               |                              | 魚津テクノスポーツドーム（ありそドーム） 観客数: 500人 主審: 城智人 副審: 黒地忍 |

| #895 | 2012年2月18日 15:30 |                                   |                               |                                      |                                                                                        |
| #895 | 2012年2月18日 15:30 | 大野石油広島オイラーズ （8勝8敗） | 0 - 3 (22-25) (16-25) (23-25) | KUROBEアクアフェアリーズ （12勝4敗） | 魚津テクノスポーツドーム（ありそドーム） 観客数: 750人 主審: 柘植知則 副審: 五十里勘司 |
| #895 | 2012年2月18日 15:30 |                                   |                               |                                      | 魚津テクノスポーツドーム（ありそドーム） 観客数: 750人 主審: 柘植知則 副審: 五十里勘司 |

#### 2月19日
| #896 | 2012年2月19日 12:00 |                              |                                       |                               |                                                                        |
| #896 | 2012年2月19日 12:00 | 仙台ベルフィーユ （4勝13敗） | 1 - 3 (16-25) (14-25) (25-22) (22-25) | PFUブルーキャッツ （11勝5敗） | 新発田市カルチャーセンター 観客数: 800人 主審: 大塚春夫 副審: 赤川孝義 |
| #896 | 2012年2月19日 12:00 |                              |                                       |                               | 新発田市カルチャーセンター 観客数: 800人 主審: 大塚春夫 副審: 赤川孝義 |

| #897 | 2012年2月19日 14:25 |                                   |                               |                           |                                                                          |
| #897 | 2012年2月19日 14:25 | Befcoビービースターズ （4勝13敗） | 0 - 3 (22-25) (24-26) (19-25) | 上尾メディックス （17勝） | 新発田市カルチャーセンター 観客数: 1,000人 主審: 戸川太輔 副審: 川瀬敏裕 |
| #897 | 2012年2月19日 14:25 |                                   |                               |                           | 新発田市カルチャーセンター 観客数: 1,000人 主審: 戸川太輔 副審: 川瀬敏裕 |

| #898 | 2012年2月19日 11:00 |                              |                                               |                               |                                                                                        |
| #898 | 2012年2月19日 11:00 | 柏エンゼルクロス （5勝12敗） | 2 - 3 (19-25) (25-27) (28-26) (25-18) (13-15) | 健祥会レッドハーツ （8勝8敗） | 魚津テクノスポーツドーム（ありそドーム） 観客数: 400人 主審: 柘植知則 副審: 五十里勘司 |
| #898 | 2012年2月19日 11:00 |                              |                                               |                               | 魚津テクノスポーツドーム（ありそドーム） 観客数: 400人 主審: 柘植知則 副審: 五十里勘司 |

| #899 | 2012年2月19日 13:45 |                          |                               |                                   |                                                                                    |
| #899 | 2012年2月19日 13:45 | GSSサンビームズ （17敗） | 0 - 3 (19-25) (20-25) (12-25) | 大野石油広島オイラーズ （9勝8敗） | 魚津テクノスポーツドーム（ありそドーム） 観客数: 530人 主審: 有乗正志 副審: 黒地忍 |
| #899 | 2012年2月19日 13:45 |                          |                               |                                   | 魚津テクノスポーツドーム（ありそドーム） 観客数: 530人 主審: 有乗正志 副審: 黒地忍 |

| #900 | 2012年2月19日 15:35 |                                    |                                             |                                      |                                                                                      |
| #900 | 2012年2月19日 15:35 | フォレストリーヴズ熊本 （5勝12敗） | 2 - 3 (25-22) (8-25) (20-25) (27-25) (6-15) | KUROBEアクアフェアリーズ （13勝4敗） | 魚津テクノスポーツドーム（ありそドーム） 観客数: 800人 主審: 城智人 副審: 五十里勘司 |
| #900 | 2012年2月19日 15:35 |                                    |                                             |                                      | 魚津テクノスポーツドーム（ありそドーム） 観客数: 800人 主審: 城智人 副審: 五十里勘司 |

#### 2月25日
| #901 | 2012年2月25日 13:00 |                                   |                                               |                               |                                                                  |
| #901 | 2012年2月25日 13:00 | 大野石油広島オイラーズ （9勝9敗） | 2 - 3 (25-20) (22-25) (20-25) (25-17) (12-15) | 健祥会レッドハーツ （9勝8敗） | 富谷スポーツセンター 観客数: 856人 主審: 高橋宏明 副審: 早坂行博 |
| #901 | 2012年2月25日 13:00 |                                   |                                               |                               | 富谷スポーツセンター 観客数: 856人 主審: 高橋宏明 副審: 早坂行博 |

| #902 | 2012年2月25日 15:45 |                                    |                               |                              |                                                                    |
| #902 | 2012年2月25日 15:45 | フォレストリーヴズ熊本 （5勝13敗） | 0 - 3 (12-25) (14-25) (16-25) | 仙台ベルフィーユ （5勝13敗） | 富谷スポーツセンター 観客数: 1,677人 主審: 大塚春夫 副審: 佐々木功 |
| #902 | 2012年2月25日 15:45 |                                    |                               |                              | 富谷スポーツセンター 観客数: 1,677人 主審: 大塚春夫 副審: 佐々木功 |

| #903 | 2012年2月25日 13:00 |                             |                               |                                   |                                                            |
| #903 | 2012年2月25日 13:00 | GSSサンビームズ （1勝17敗） | 3 - 0 (25-23) (25-22) (26-24) | Befcoビービースターズ （4勝14敗） | 柏市中央体育館 観客数: 400人 主審: 浅見靖人 副審: 伊藤友香 |
| #903 | 2012年2月25日 13:00 |                             |                               |                                   | 柏市中央体育館 観客数: 400人 主審: 浅見靖人 副審: 伊藤友香 |

| #904 | 2012年2月25日 15:05 |                              |                                               |                               |                                                            |
| #904 | 2012年2月25日 15:05 | 柏エンゼルクロス （6勝12敗） | 3 - 2 (20-25) (25-22) (17-25) (26-24) (15-12) | 三洋電機レッドソア （9勝8敗） | 柏市中央体育館 観客数: 450人 主審: 浅井唯由 副審: 稲岡輝彦 |
| #904 | 2012年2月25日 15:05 |                              |                                               |                               | 柏市中央体育館 観客数: 450人 主審: 浅井唯由 副審: 稲岡輝彦 |

| #905 | 2012年2月25日 13:00 |                            |                               |                               |                                                          |
| #905 | 2012年2月25日 13:00 | 日立リヴァーレ （16勝1敗） | 3 - 0 (25-22) (25-19) (25-15) | PFUブルーキャッツ （11勝6敗） | 嬉野市体育館 観客数: 852人 主審: 西中野健 副審: 坂本紀一 |
| #905 | 2012年2月25日 13:00 |                            |                               |                               | 嬉野市体育館 観客数: 852人 主審: 西中野健 副審: 坂本紀一 |

| #906 | 2012年2月25日 15:00 |                              |                               |                                      |                                                          |
| #906 | 2012年2月25日 15:00 | 上尾メディックス （17勝1敗） | 0 - 3 (26-28) (25-27) (20-25) | KUROBEアクアフェアリーズ （14勝4敗） | 嬉野市体育館 観客数: 947人 主審: 代居正巳 副審: 溝口正勝 |
| #906 | 2012年2月25日 15:00 |                              |                               |                                      | 嬉野市体育館 観客数: 947人 主審: 代居正巳 副審: 溝口正勝 |

#### 2月26日
| #907 | 2012年2月26日 12:00 |                                    |                               |                                    |                                                                  |
| #907 | 2012年2月26日 12:00 | フォレストリーヴズ熊本 （5勝14敗） | 1 - 3 (13-25) (25-17) (20-25) | 大野石油広島オイラーズ （10勝9敗） | 富谷スポーツセンター 観客数: 802人 主審: 佐々木功 副審: 早坂行博 |
| #907 | 2012年2月26日 12:00 |                                    |                               |                                    | 富谷スポーツセンター 観客数: 802人 主審: 佐々木功 副審: 早坂行博 |

| #908 | 2012年2月26日 14:10 |                                |                                       |                              |                                                                    |
| #908 | 2012年2月26日 14:10 | 健祥会レッドハーツ （10勝8敗） | 3 - 1 (25-18) (21-25) (25-23) (25-22) | 仙台ベルフィーユ （5勝14敗） | 富谷スポーツセンター 観客数: 1,757人 主審: 大塚春夫 副審: 高橋宏明 |
| #908 | 2012年2月26日 14:10 |                                |                                       |                              | 富谷スポーツセンター 観客数: 1,757人 主審: 大塚春夫 副審: 高橋宏明 |

| #909 | 2012年2月26日 12:00 |                                |                               |                             |                                                            |
| #909 | 2012年2月26日 12:00 | 三洋電機レッドソア （10勝8敗） | 3 - 0 (25-21) (25-20) (25-18) | GSSサンビームズ （1勝18敗） | 柏市中央体育館 観客数: 200人 主審: 浅井唯由 副審: 山内大右 |
| #909 | 2012年2月26日 12:00 |                                |                               |                             | 柏市中央体育館 観客数: 200人 主審: 浅井唯由 副審: 山内大右 |

| #910 | 2012年2月26日 14:00 |                              |                               |                                   |                                                          |
| #910 | 2012年2月26日 14:00 | 柏エンゼルクロス （6勝13敗） | 1 - 3 (25-23) (23-25) (20-25) | Befcoビービースターズ （5勝14敗） | 柏市中央体育館 観客数: 450人 主審: 浅見靖人 副審: 関秀彰 |
| #910 | 2012年2月26日 14:00 |                              |                               |                                   | 柏市中央体育館 観客数: 450人 主審: 浅見靖人 副審: 関秀彰 |

| #911 | 2012年2月26日 11:00 |                                      |                                       |                               |                                                          |
| #911 | 2012年2月26日 11:00 | KUROBEアクアフェアリーズ （14勝5敗） | 1 - 3 (23-25) (28-30) (25-22) (17-25) | PFUブルーキャッツ （12勝6敗） | 嬉野市体育館 観客数: 767人 主審: 代居正巳 副審: 溝口正勝 |
| #911 | 2012年2月26日 11:00 |                                      |                                       |                               | 嬉野市体育館 観客数: 767人 主審: 代居正巳 副審: 溝口正勝 |

| #912 | 2012年2月26日 13:30 |                            |                                       |                              |                                                            |
| #912 | 2012年2月26日 13:30 | 日立リヴァーレ （17勝1敗） | 3 - 1 (23-25) (25-22) (25-15) (25-16) | 上尾メディックス （17勝2敗） | 嬉野市体育館 観客数: 1,100人 主審: 西中野健 副審: 坂本紀一 |
| #912 | 2012年2月26日 13:30 |                            |                                       |                              | 嬉野市体育館 観客数: 1,100人 主審: 西中野健 副審: 坂本紀一 |

#### 3月3日
| #913 | 2012年3月3日 13:00 |                                      |                              |                            |                                                                                |
| #913 | 2012年3月3日 13:00 | KUROBEアクアフェアリーズ （14勝6敗） | 0 - 3 (23-25) (9-25) (23-25) | 日立リヴァーレ （18勝1敗） | 静岡産業大学スポーツセンターアリーナ 観客数: 480人 主審: 大下孝 副審: 片井伴浩 |
| #913 | 2012年3月3日 13:00 |                                      |                              |                            | 静岡産業大学スポーツセンターアリーナ 観客数: 480人 主審: 大下孝 副審: 片井伴浩 |

| #914 | 2012年3月3日 15:00 |                                   |                                       |                               |                                                                                    |
| #914 | 2012年3月3日 15:00 | Befcoビービースターズ （5勝15敗） | 1 - 3 (20-25) (25-21) (21-25) (23-25) | PFUブルーキャッツ （13勝6敗） | 静岡産業大学スポーツセンターアリーナ 観客数: 544人 主審: 加藤孝仁 副審: 増岡三佳子 |
| #914 | 2012年3月3日 15:00 |                                   |                                       |                               | 静岡産業大学スポーツセンターアリーナ 観客数: 544人 主審: 加藤孝仁 副審: 増岡三佳子 |

| #915 | 2012年3月3日 13:00 |                                    |                               |                              |                                                                |
| #915 | 2012年3月3日 13:00 | 大野石油広島オイラーズ （11勝9敗） | 3 - 0 (25-23) (25-22) (25-16) | 柏エンゼルクロス （6勝14敗） | 大東市立市民体育館 観客数: 250人 主審: 柘植知則 副審: 吉岡奈々 |
| #915 | 2012年3月3日 13:00 |                                    |                               |                              | 大東市立市民体育館 観客数: 250人 主審: 柘植知則 副審: 吉岡奈々 |

| #916 | 2012年3月3日 15:05 |                                |                              |                                |                                                                  |
| #916 | 2012年3月3日 15:05 | 三洋電機レッドソア （11勝8敗） | 3 - 0 (25-9) (25-11) (25-16) | 健祥会レッドハーツ （10勝9敗） | 大東市立市民体育館 観客数: 350人 主審: 上土屋政高 副審: 小林大樹 |
| #916 | 2012年3月3日 15:05 |                                |                              |                                | 大東市立市民体育館 観客数: 350人 主審: 上土屋政高 副審: 小林大樹 |

#### 3月4日
| #917 | 2012年3月4日 12:00 |                                    |                               |                            |                                                                                    |
| #917 | 2012年3月4日 12:00 | フォレストリーヴズ熊本 （5勝15敗） | 0 - 3 (18-25) (22-25) (13-25) | 日立リヴァーレ （19勝1敗） | 静岡産業大学スポーツセンターアリーナ 観客数: 418人 主審: 加藤孝仁 副審: 小野田孝好 |
| #917 | 2012年3月4日 12:00 |                                    |                               |                            | 静岡産業大学スポーツセンターアリーナ 観客数: 418人 主審: 加藤孝仁 副審: 小野田孝好 |

| #918 | 2012年3月4日 14:00 |                             |                               |                               |                                                                                |
| #918 | 2012年3月4日 14:00 | GSSサンビームズ （2勝18敗） | 3 - 0 (25-20) (25-23) (26-24) | PFUブルーキャッツ （13勝7敗） | 静岡産業大学スポーツセンターアリーナ 観客数: 479人 主審: 大下孝 副審: 片井伴博 |
| #918 | 2012年3月4日 14:00 |                             |                               |                               | 静岡産業大学スポーツセンターアリーナ 観客数: 479人 主審: 大下孝 副審: 片井伴博 |

| #919 | 2012年3月4日 12:00 |                                 |                       |                              |                                                                  |
| #919 | 2012年3月4日 12:00 | 健祥会レッドハーツ （10勝10敗） | 0 - 3 (18-25) (19-25) | 上尾メディックス （18勝2敗） | 大東市立市民体育館 観客数: 530人 主審: 上土谷政高 副審: 佐伯昌昭 |
| #919 | 2012年3月4日 12:00 |                                 |                       |                              | 大東市立市民体育館 観客数: 530人 主審: 上土谷政高 副審: 佐伯昌昭 |

| #920 | 2012年3月4日 14:00 |                                |                                               |                              |                                                                |
| #920 | 2012年3月4日 14:00 | 三洋電機レッドソア （12勝8敗） | 3 - 2 (29-27) (21-25) (25-19) (26-28) (15-13) | 仙台ベルフィーユ （5勝15敗） | 大東市立市民体育館 観客数: 570人 主審: 柘植知則 副審: 吉岡奈々 |
| #920 | 2012年3月4日 14:00 |                                |                                               |                              | 大東市立市民体育館 観客数: 570人 主審: 柘植知則 副審: 吉岡奈々 |

#### 3月10日
| #921 | 2012年3月10日 13:00 |                              |                               |                              |                                                                                |
| #921 | 2012年3月10日 13:00 | 柏エンゼルクロス （6勝15敗） | 0 - 3 (10-25) (23-25) (20-25) | 上尾メディックス （19勝2敗） | ひたちなか市総合運動公園総合体育館 観客数: 733人 主審: 野村考一 副審: 高橋直也 |
| #921 | 2012年3月10日 13:00 |                              |                               |                              | ひたちなか市総合運動公園総合体育館 観客数: 733人 主審: 野村考一 副審: 高橋直也 |

| #922 | 2012年3月10日 15:00 |                            |                              |                             |                                                                                  |
| #922 | 2012年3月10日 15:00 | 日立リヴァーレ （20勝1敗） | 3 - 0 (25-15) (25-9) (25-15) | GSSサンビームズ （2勝19敗） | ひたちなか市総合運動公園総合体育館 観客数: 1,072人 主審: 戸川太輔 副審: 山崎公寬 |
| #922 | 2012年3月10日 15:00 |                            |                              |                             | ひたちなか市総合運動公園総合体育館 観客数: 1,072人 主審: 戸川太輔 副審: 山崎公寬 |

| #923 | 2012年3月10日 13:00 |                                 |                                       |                                   |                                                                    |
| #923 | 2012年3月10日 13:00 | 健祥会レッドハーツ （11勝10敗） | 3 - 1 (25-14) (14-25) (25-17) (25-22) | Befcoビービースターズ （5勝16敗） | 黒部市総合体育センター 観客数: 550人 主審: 有乗正志 副審: 古志野茂 |
| #923 | 2012年3月10日 13:00 |                                 |                                       |                                   | 黒部市総合体育センター 観客数: 550人 主審: 有乗正志 副審: 古志野茂 |

| #924 | 2012年3月10日 15:25 |                              |                       |                                      |                                                                    |
| #924 | 2012年3月10日 15:25 | 仙台ベルフィーユ （5勝16敗） | 0 - 3 (21-25) (18-25) | KUROBEアクアフェアリーズ （15勝6敗） | 黒部市総合体育センター 観客数: 1,250人 主審: 中島俊昌 副審: 黒地忍 |
| #924 | 2012年3月10日 15:25 |                              |                       |                                      | 黒部市総合体育センター 観客数: 1,250人 主審: 中島俊昌 副審: 黒地忍 |

| #925 | 2012年3月10日 13:00 |                                |                                               |                                    |                                                                      |
| #925 | 2012年3月10日 13:00 | 三洋電機レッドソア （12勝9敗） | 2 - 3 (25-20) (25-19) (23-25) (21-25) (10-15) | フォレストリーヴズ熊本 （6勝15敗） | 松任総合運動公園体育館 観客数: 102人 主審: 紙井ひとみ 副審: 松谷俊宏 |
| #925 | 2012年3月10日 13:00 |                                |                                               |                                    | 松任総合運動公園体育館 観客数: 102人 主審: 紙井ひとみ 副審: 松谷俊宏 |

| #926 | 2012年3月10日 15:40 |                               |                               |                                    |                                                                    |
| #926 | 2012年3月10日 15:40 | PFUブルーキャッツ （13勝8敗） | 0 - 3 (20-25) (19-25) (17-25) | 大野石油広島オイラーズ （12勝9敗） | 松任総合運動公園体育館 観客数: 291人 主審: 高野淳志 副審: 奥野俊雄 |
| #926 | 2012年3月10日 15:40 |                               |                               |                                    | 松任総合運動公園体育館 観客数: 291人 主審: 高野淳志 副審: 奥野俊雄 |

#### 3月11日
| #927 | 2012年3月11日 12:00 |                             |                              |                              |                                                                                |
| #927 | 2012年3月11日 12:00 | GSSサンビームズ （2勝20敗） | 0 - 3 (8-25) (15-25) (21-25) | 上尾メディックス （20勝2敗） | ひたちなか市総合運動公園総合体育館 観客数: 710人 主審: 戸川太輔 副審: 山崎公寬 |
| #927 | 2012年3月11日 12:00 |                             |                              |                              | ひたちなか市総合運動公園総合体育館 観客数: 710人 主審: 戸川太輔 副審: 山崎公寬 |

| #928 | 2012年3月11日 14:00 |                              |                              |                            |                                                                                  |
| #928 | 2012年3月11日 14:00 | 柏エンゼルクロス （6勝16敗） | 0 - 3 (20-25) (8-25) (31-33) | 日立リヴァーレ （21勝1敗） | ひたちなか市総合運動公園総合体育館 観客数: 1,037人 主審: 野村考一 副審: 高橋直也 |
| #928 | 2012年3月11日 14:00 |                              |                              |                            | ひたちなか市総合運動公園総合体育館 観客数: 1,037人 主審: 野村考一 副審: 高橋直也 |

| #929 | 2012年3月11日 12:00 |                              |                              |                                   |                                                                  |
| #929 | 2012年3月11日 12:00 | 仙台ベルフィーユ （6勝16敗） | 3 - 0 (25-20) (25-9) (26-24) | Befcoビービースターズ （5勝17敗） | 黒部市総合体育センター 観客数: 550人 主審: 中島俊昌 副審: 黒地忍 |
| #929 | 2012年3月11日 12:00 |                              |                              |                                   | 黒部市総合体育センター 観客数: 550人 主審: 中島俊昌 副審: 黒地忍 |

| #930 | 2012年3月11日 14:00 |                                 |                               |                                      |                                                                      |
| #930 | 2012年3月11日 14:00 | 健祥会レッドハーツ （11勝11敗） | 0 - 3 (19-25) (17-25) (19-25) | KUROBEアクアフェアリーズ （16勝6敗） | 黒部市総合体育センター 観客数: 1,400人 主審: 有乗正志 副審: 古志野茂 |
| #930 | 2012年3月11日 14:00 |                                 |                               |                                      | 黒部市総合体育センター 観客数: 1,400人 主審: 有乗正志 副審: 古志野茂 |

| #931 | 2012年3月11日 12:00 |                                 |                       |                                    |                                                                      |
| #931 | 2012年3月11日 12:00 | 三洋電機レッドソア （12勝10敗） | 0 - 3 (21-25) (17-25) | 大野石油広島オイラーズ （13勝9敗） | 松任総合運動公園体育館 観客数: 207人 主審: 紙井ひとみ 副審: 奥野俊雄 |
| #931 | 2012年3月11日 12:00 |                                 |                       |                                    | 松任総合運動公園体育館 観客数: 207人 主審: 紙井ひとみ 副審: 奥野俊雄 |

| #932 | 2012年3月11日 14:05 |                               |                                       |                                    |                                                                    |
| #932 | 2012年3月11日 14:05 | PFUブルーキャッツ （13勝9敗） | 1 - 3 (17-25) (25-21) (20-25) (22-25) | フォレストリーヴズ熊本 （7勝15敗） | 松任総合運動公園体育館 観客数: 375人 主審: 高野淳志 副審: 松谷俊宏 |
| #932 | 2012年3月11日 14:05 |                               |                                       |                                    | 松任総合運動公園体育館 観客数: 375人 主審: 高野淳志 副審: 松谷俊宏 |

#### 2Legの結果
| 順位 | チーム名                 | 試合数 | 勝数 | 敗数 | 勝率  | セット率 | 備考 |
| ---- | ------------------------ | ------ | ---- | ---- | ----- | -------- | ---- |
| 1    | 日立リヴァーレ           | 11     | 11   | 0    | 1.000 |          |      |
| 2    | 上尾メディックス         | 11     | 9    | 2    | 0.818 |          |      |
| 3    | KUROBEアクアフェアリーズ | 11     | 8    | 3    | 0.727 |          |      |
| 4    | 大野石油広島オイラーズ   | 11     | 7    | 4    | 0.636 |          |      |
| 5    | 健祥会レッドハーツ       | 11     | 7    | 4    | 0.636 |          |      |
| 6    | 三洋電機レッドソア       | 11     | 6    | 5    | 0.545 |          |      |
| 7    | 仙台ベルフィーユ         | 11     | 4    | 7    | 0.364 | 0.762    |      |
| 8    | PFUブルーキャッツ        | 11     | 4    | 7    | 0.364 | 0.577    |      |
| 9    | フォレストリーヴズ熊本   | 11     | 4    | 7    | 0.364 | 0.556    |      |
| 10   | 柏エンゼルクロス         | 11     | 2    | 9    | 0.182 | 0.419    |      |
| 11   | GSSサンビームズ          | 11     | 2    | 9    | 0.182 | 0.333    |      |
| 12   | Befcoビービースターズ    | 11     | 2    | 9    | 0.182 | 0.267    |      |

### 最終順位
| 順位 | チーム名                 | 試合数 | 勝数 | 敗数 | 勝率  | セット率 | 備考                  |
| ---- | ------------------------ | ------ | ---- | ---- | ----- | -------- | --------------------- |
| 1    | 日立リヴァーレ           | 22     | 21   | 1    | 0.955 |          | V・チャレンジマッチへ |
| 2    | 上尾メディックス         | 22     | 20   | 2    | 0.909 |          | V・チャレンジマッチへ |
| 3    | KUROBEアクアフェアリーズ | 22     | 16   | 6    | 0.727 |          |                       |
| 4    | 大野石油広島オイラーズ   | 22     | 13   | 9    | 0.591 | 1.294    |                       |
| 5    | PFUブルーキャッツ        | 22     | 13   | 9    | 0.591 | 1.216    |                       |
| 6    | 三洋電機レッドソア       | 22     | 12   | 10   | 0.545 |          |                       |
| 7    | 健祥会レッドハーツ       | 22     | 11   | 11   | 0.500 |          |                       |
| 8    | フォレストリーヴズ熊本   | 22     | 7    | 15   | 0.318 |          |                       |
| 9    | 仙台ベルフィーユ         | 22     | 6    | 16   | 0.273 | 0.583    |                       |
| 10   | 柏エンゼルクロス         | 22     | 6    | 16   | 0.273 | 0.491    |                       |
| 11   | Befcoビービースターズ    | 22     | 5    | 17   | 0.227 |          |                       |
| 12   | GSSサンビームズ          | 22     | 2    | 20   | 0.091 |          |                       |

### 個人賞
| No. | 賞名             | 受賞者                   | 所属チーム               | 備考                |
| --- | ---------------- | ------------------------ | ------------------------ | ------------------- |
| 1   | 優勝監督賞       | 濱田義弘                 | 日立リヴァーレ           |                     |
| 2   | 最高殊勲選手賞   | 江畑幸子                 | 日立リヴァーレ           |                     |
| 3   | 敢闘賞           | 皆本明日香               | 上尾メディックス         |                     |
| 4   | 最優秀新人賞     | 岩永麻里江               | PFUブルーキャッツ        |                     |
| 5   | 得点王           | 川上真央                 | PFUブルーキャッツ        | 総得点=568点        |
| 6   | スパイク賞       | フランシーヌ・フールマン | 日立リヴァーレ           | 決定率=53.2%        |
| 7   | ブロック賞       | 安藤典莉子               | 上尾メディックス         | 決定本数=1.07本/set |
| 8   | サーブ賞         | 江畑幸子                 | 日立リヴァーレ           | 効果率=22.3%        |
| 9   | サーブレシーブ賞 | 田中弓貴                 | KUROBEアクアフェアリーズ | 成功率=72.0%        |

### 入れ替え

#### V・チャレンジマッチ

##### 3月31日
| #941 | 2012年3月31日 |                                        |       |                                         |  |
| #941 | 2012年3月31日 | 日立リヴァーレ （チャレンジリーグ1位） | 0 - 3 | NECレッドロケッツ （プレミアリーグ8位） |  |
| #941 | 2012年3月31日 |                                        |       |                                         |  |

| #942 | 2012年3月31日 |                                          |       |                                              |  |
| #942 | 2012年3月31日 | 上尾メディックス （チャレンジリーグ2位） | 1 - 3 | トヨタ車体クインシーズ （プレミアリーグ7位） |  |
| #942 | 2012年3月31日 |                                          |       |                                              |  |

##### 4月1日
| #943 | 2012年4月1日 |                                        |       |                                         |  |
| #943 | 2012年4月1日 | 日立リヴァーレ （チャレンジリーグ1位） | 0 - 3 | NECレッドロケッツ （プレミアリーグ8位） |  |
| #943 | 2012年4月1日 |                                        |       |                                         |  |

| #944 | 2012年4月1日 |                                          |       |                                              |  |
| #944 | 2012年4月1日 | 上尾メディックス （チャレンジリーグ2位） | 0 - 3 | トヨタ車体クインシーズ （プレミアリーグ7位） |  |
| #944 | 2012年4月1日 |                                          |       |                                              |  |

この結果、日立リヴァーレ・上尾メディックスのチャレンジリーグ残留が決定。

#### 退社・脱退
6位の三洋電機レッドソアがチームを解散するためリーグから脱退、7位の健祥会レッドハーツがチーム運営体制の維持が困難になり、11位のBefcoビービースターズが休部に伴いリーグを退社。

#### 新規参入
Vリーグ機構が条件付き（「全国6人制バレーボールリーグ総合男女優勝大会」で優勝、ないしはそれに準ずる成績を収めた場合）でチャレンジリーグへの昇格を内定していたJAぎふが昇格内定の条件を満たした（全国6人制バレーボールリーグ総合男女優勝大会で優勝）ため、来シーズンより参入することが決定。また昇格を機にチーム名を「JAぎふリオレーナ」に変更した。